# Droits de l'homme en Biélorussie

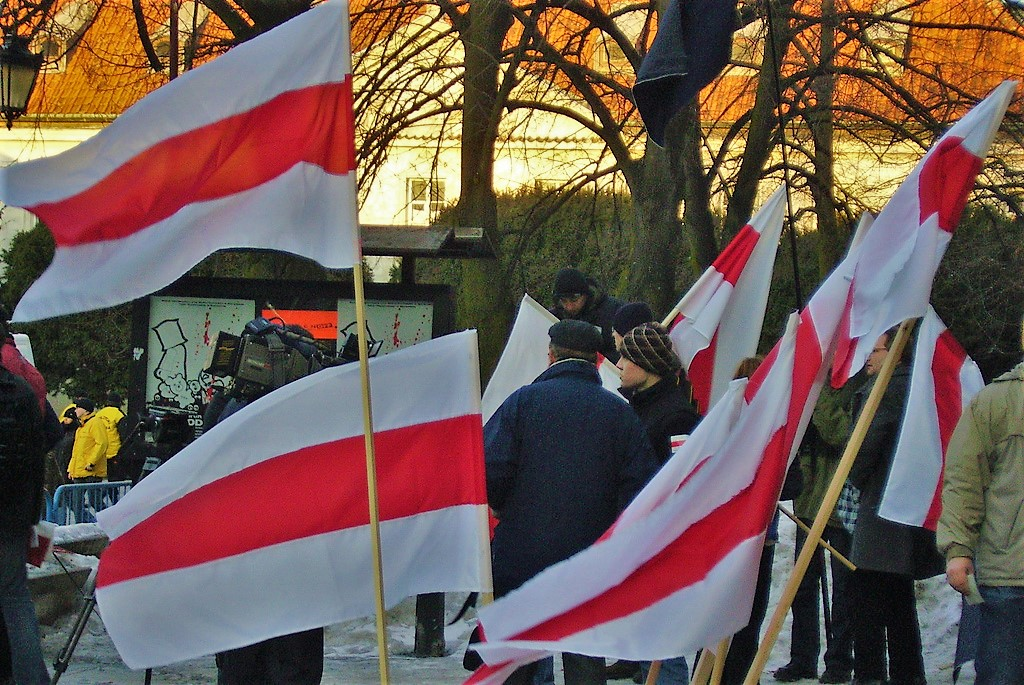
L'ancien drapeau national de 1918 et 1991-1995 est devenu un symbole de l'opposition au régime du président Alexandre Loukachenko

Le gouvernement de la Biélorussie est critiqué pour ses violations des droits humains relatifs à la liberté d'expression et à l'indépendance des journalistes, à la liberté d'association, notamment par ses persécutions des organisations non gouvernementales ; à la liberté de réunion, par ses interdictions et répressions sévères de manifestations, au travers de lois justifiant des délits d'opinion, par son appel aux forces armées pour réprimer les manifestations de masse, par sa pratique de la torture et d'autres mauvais traitements. Sur le plan judiciaire, il est accusé d'organiser des procès inéquitables favorisant la répression des dissidences, l'éloignement des opposants politiques et des défenseurs des droits humains ; de non-respect des droits de l'enfant en leur imposant, notamment, des peines d'emprisonnement pouvant s'accompagner de sévices physiques ; d'avoir recours secret à la peine de mort ; et de non-respect des droits des personnes migrantes, des réfugiés et du droit à la santé.
Le président Alexandre Loukachenko s'est décrit comme ayant un « style de gouvernement autoritaire ». Les pays occidentaux ont décrit la Biélorussie sous Loukachenko comme « la dernière dictature d'Europe », ; le gouvernement biélorusse a accusé ces mêmes puissances occidentales de tenter d'imposer un changement de régime (en). Le Conseil de l'Europe exclut la Biélorussie de l'adhésion depuis 1997 pour vote antidémocratique lors du référendum constitutionnel de novembre 1996, qui signe une recrudescence de l'autoritarisme d'État, et de manière générale pour l'organisation non démocratique des élections systématiquement entachées d'irrégularités, comme c'est à nouveau le cas lors de l'élection présidentielle biélorusse de 2020.
Des dizaines de responsables gouvernementaux biélorusses responsables de répressions politiques, de disparitions forcées, de propagande, de fraude électorale ou de procès inéquitables ont fait l'objet de sanctions personnelles de la part des États-Unis et de l'Union européenne.

## Contexte politique: Élections et référendum
La Biélorussie a déclaré sa souveraineté nationale en 1990 et se renomme officiellement « république de Biélorussie » le 25 août 1991. Stanislaw Chouchkievitch devient président du Soviet suprême de Biélorussie mais le pays, malgré l'enthousiasme, ne parvient pas à sortir totalement du soviétisme.

### Premier mandat présidentiel 1994-1999 prolongé à 2001

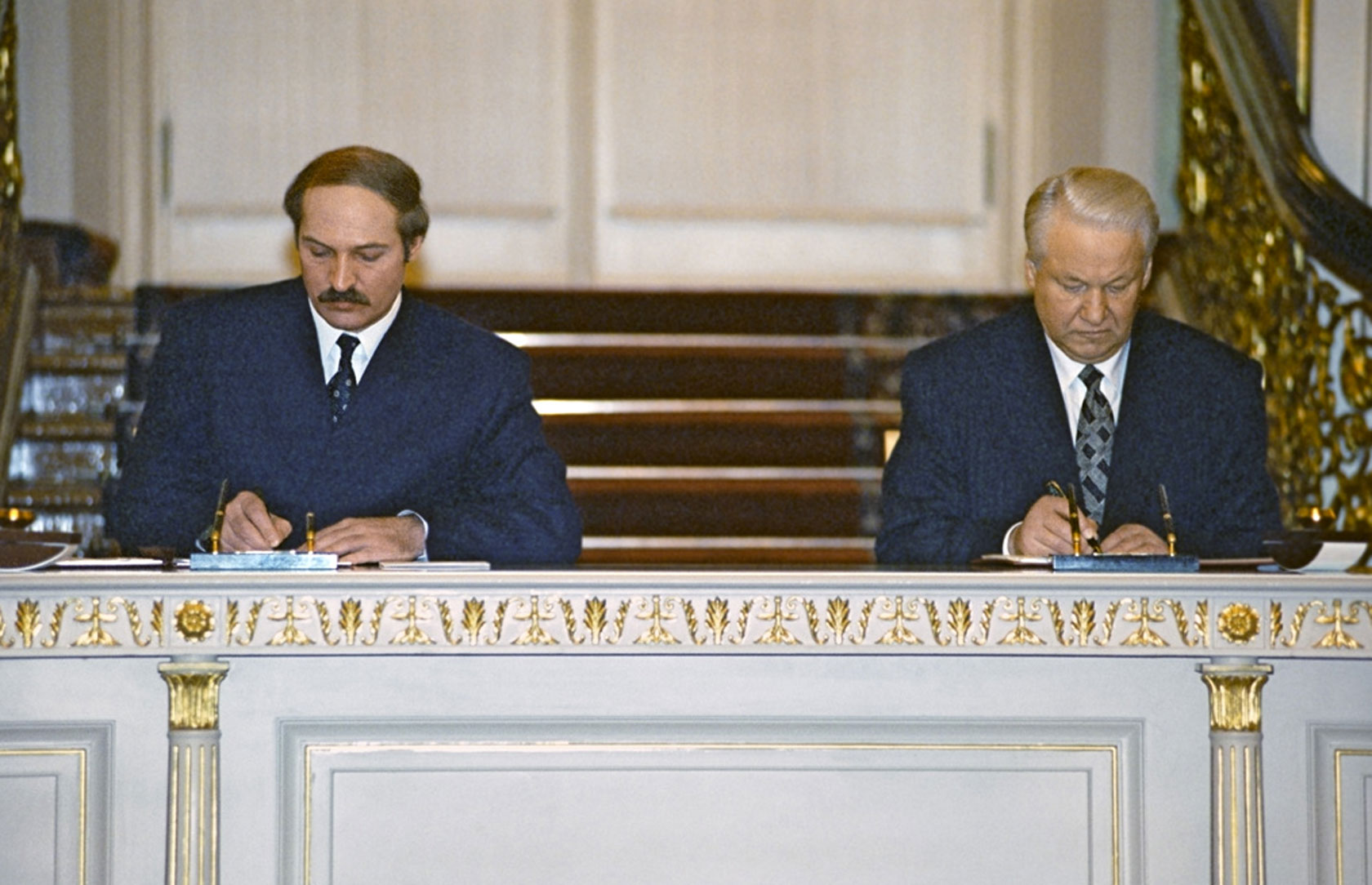
Alexandre Loukachenko et Boris Eltsine lors de la signature du traité d'Union de la Russie et de la Biélorussie en 1997.

Les premières élections présidentielles de l'ère post-soviétique eurent lieu en 1994. Alexandre Loukachenko, qui avait fait un rapport accusant Stanislaw Chouchkievitch de corruption, l'emporte parmi 10 candidats avec plus de 80 % des suffrages.
L'année suivante, lors du Référendum biélorusse de 1995, quatre questions sont posées aux électeurs. Elles concernent le statut de la langue russe, l'intégration économique avec la Russie, l'adoption d'un nouveau drapeau de la Biélorussie et d'un nouvel emblème de la Biélorussie et la dernière, proposant de modifier la Constitution de la Biélorussie pour prévoir la résiliation anticipée des pleins pouvoirs du Conseil suprême (en) par le président de la république de Biélorussie en cas de violations systématiques ou flagrantes de la Constitution. L'ensemble des mesures sont adoptées avec des scores supérieurs à 75 %. L'Assemblée parlementaire de l'OSCE s'exprime alors pour expliquer que cette consultation est entachée de plusieurs irrégularités à l'égard des standards internationaux. Elle s'inquiète en outre de la liberté des médias, de l'ingérence dans le processus de vote et des obstacles aux activités de l'opposition. Les États-Unis émettent également des réserves sur la validité de la consultation. Avant le referendum, dix-neuf députés du Front populaire biélorusse, dont Zianon Pazniak, Piatro Sadoŭski, ont décidé de mener une grève de la faim au sein du Parlement, pour protester contre l'organisation du référendum par le président malgré la décision du parlement. Ils ont été battus et emmenés de force par l'OMON. Le referendum fut en définitive adopté.
Un nouveau référendum en 1996 a lieu, également appelé « référendum des sept questions » (dont quatre soumises directement par le président). Toutes les propositions d'Alexandre Loukachenko sont approuvées dans le sens voulu, à savoir la modification de la fête nationale biélorusse, la modification de la constitution, l'entérinement de la peine de mort et de l'interdiction des ventes de terres. Cependant, le référendum, comme le précédent de 1995, est condamné par des organisations internationales, dont l'Assemblée parlementaire de l'OSCE, comme étant loin de respecter les normes démocratiques, tandis que d'autres l'analysent comme étant une nouvelle consolidation de la dictature,.
L'opposition a également parlé de trucage du référendum. Selon Sergey Kalyakin, chef de la faction eurocommuniste du parlement, 20 à 50 % des votes comptés ont été falsifiés. Syamyon Sharetski, président du parlement, qualifie le référendum de 1996 de « farce » et de « violence contre le peuple » et déclare que « le résultat d'un tel plébiscite ne [peut] être accepté ni en Biélorussie, ni par la communauté internationale ». L'opposition ne reconnait pas les résultats du référendum, ni ceux du précédent référendum organisé en 1995,. Le Parti chrétien conservateur, parti d'opposition, appelle à un retour à la Constitution de 1994. Alena Skryhan, la chef adjointe de la fraction communiste du Parlement en 1996, déclare que le référendum a conduit à la monopolisation de toutes les branches du pouvoir par le président Loukachenko. Le mandat de celui-ci est également prolongé par ce référendum de cinq années à sept.
Des manifestations connues sous le nom de Printemps de Minsk éclatent, elles sont durement réprimées.

### Second mandat présidentiel 2001-2006

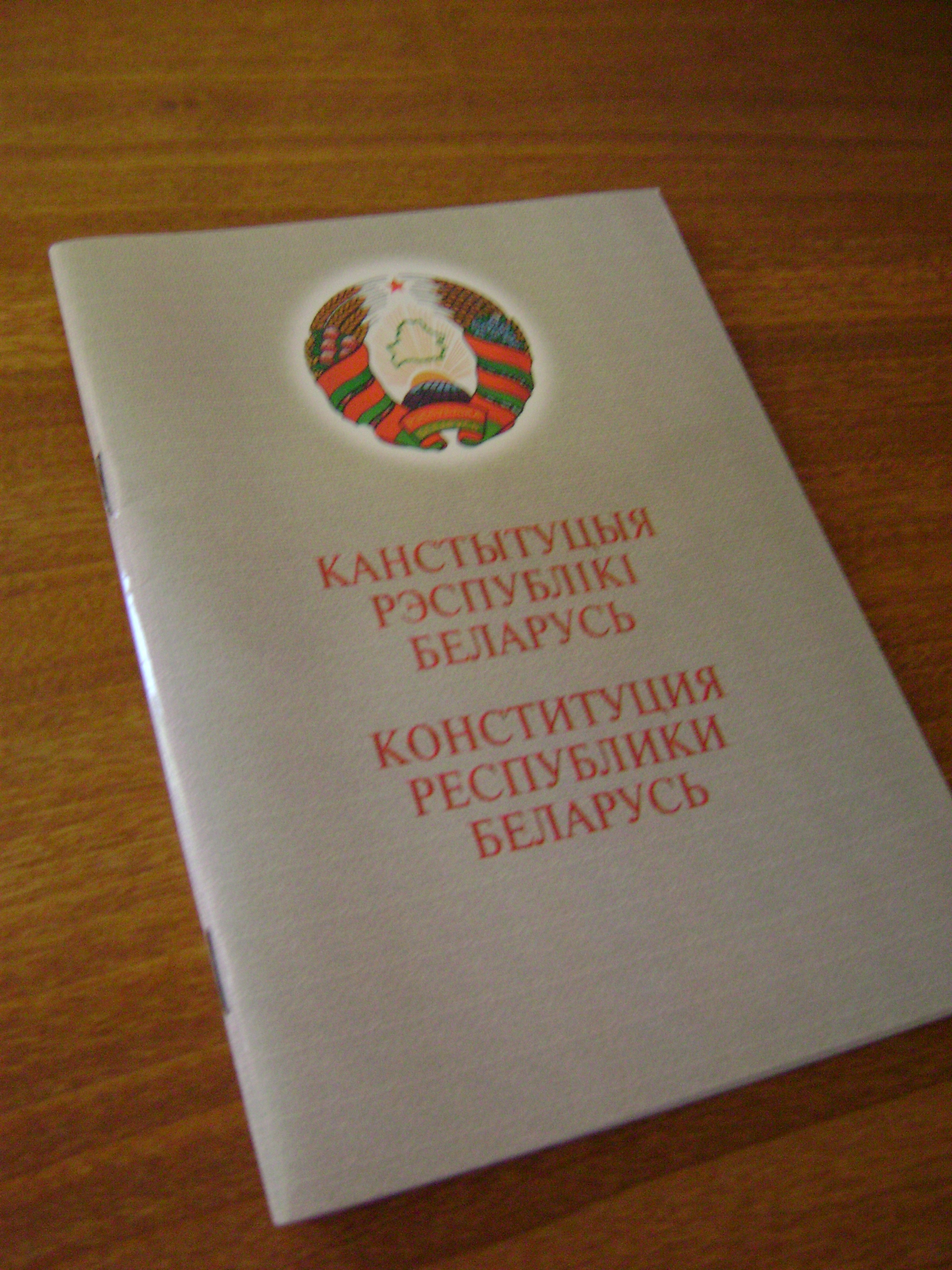
La constitution de la Biélorussie ne permet pas de soumettre à référendum une modification des modalités électorales permettant à un Président de la Biélorussie de briguer plus de deux mandats.

De nouvelles élections sont donc organisées en 2001 et non en 1999. Alexandre Loukachenko, face à deux opposants qualifiés de mineurs, l'emporte avec un décompte de plus de trois-quarts des votes en faveur du président-candidat à sa propre succession. Un haut fonctionnaire de l'Organisation pour la sécurité et la coopération en Europe note que l'environnement pré-électoral n'était « pas démocratique » et ne le décrirait pas comme « libre et équitable ».
Ce second mandat devait être le dernier en raison de la constitution biélorusse n'autorisant pas à briguer plus de deux mandats présidentiels. En marge des élections législatives de 2004, un nouveau référendum pose une unique question visant à modifier la constitution pour rendre la réélection du président possible. L'article 112 de la constitution interdit pourtant formellement qu'une telle question soit soumise au référendum. Avec un taux de participation rapporté de plus de 90 %, la mesure anticonstitutionnelle est rapportée avoir été adoptée par près de 89 % des sondés.

### Troisième mandat présidentiel 2006-2011
Le Parlement européen et le Congrès des États-Unis lancent des avertissements indiquant que davantage de sanctions et d'actions punitives similaires seront imposées à la Biélorussie en cas de violations réitérées des droits de l'homme pendant les élections.

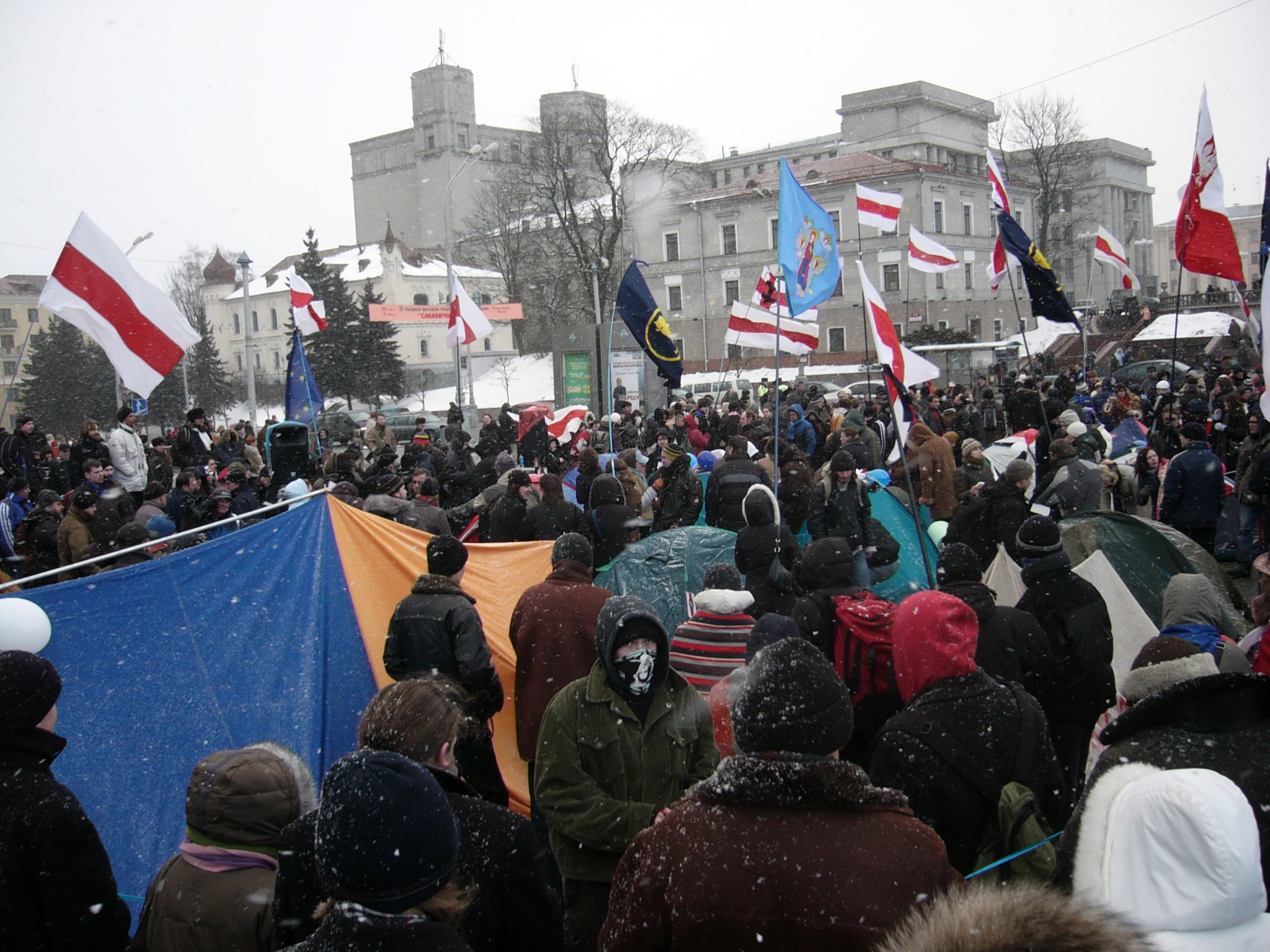
Manifestation de l'opposition le 21 mars 2006 à Minsk.

Les États-Unis ont en effet voté un Belarus Democracy Act of 2004 (en) leur permettant d'asseoir sur une base légale une série de sanctions applicables à la Biélorussie en raison des irrégularités constatées dans les dernières élections et référendum. La Communauté des États indépendants, qui fédère les états pro-russes, réfute les mises en garde : « les déclarations négatives faites dans l'UE et aux États-Unis sont des tentatives de créer des sentiments négatifs prédéterminés dans la communauté internationale à l'égard des résultats des élections en Biélorussie. De telles actions envers un État souverain ne sont guère conformes aux normes du droit international. » l'Organisation pour la sécurité et la coopération en Europe dépêche des observateurs sur place pour s'assurer que les élections soient exemptes de toute irrégularité.
Le 3 mars 2006, à moins de trois semaines du scrutin, le candidat présidentiel et ancien recteur de l'université d'État de Biélorussie Alyaksandr Kazulin, souhaitant prendre part à l'Assemblée populaire biélorusse (en), est battu et détenu par la police. Il est accusé de conduite désordonnée et libéré après avoir été détenu pendant huit heures. Des observateurs de l'OSCE sont, quant à eux, interceptés par les gardes-frontières biélorusses et placés en garde à vue.
Le 19 mars se déroule l'Élection présidentielle biélorusse de 2006. Sans aucune surprise, Alexandre Loukachenko est confirmé pour un troisième mandat au milieu des allégations de l'opposition sur le trucage des votes et la peur des violences. Une institution gouvernementale biélorusse donne les résultats du scrutin à midi, alors que les derniers bureaux de vote ne ferment qu'à 20 h.

### Quatrième mandat présidentiel 2010-2015

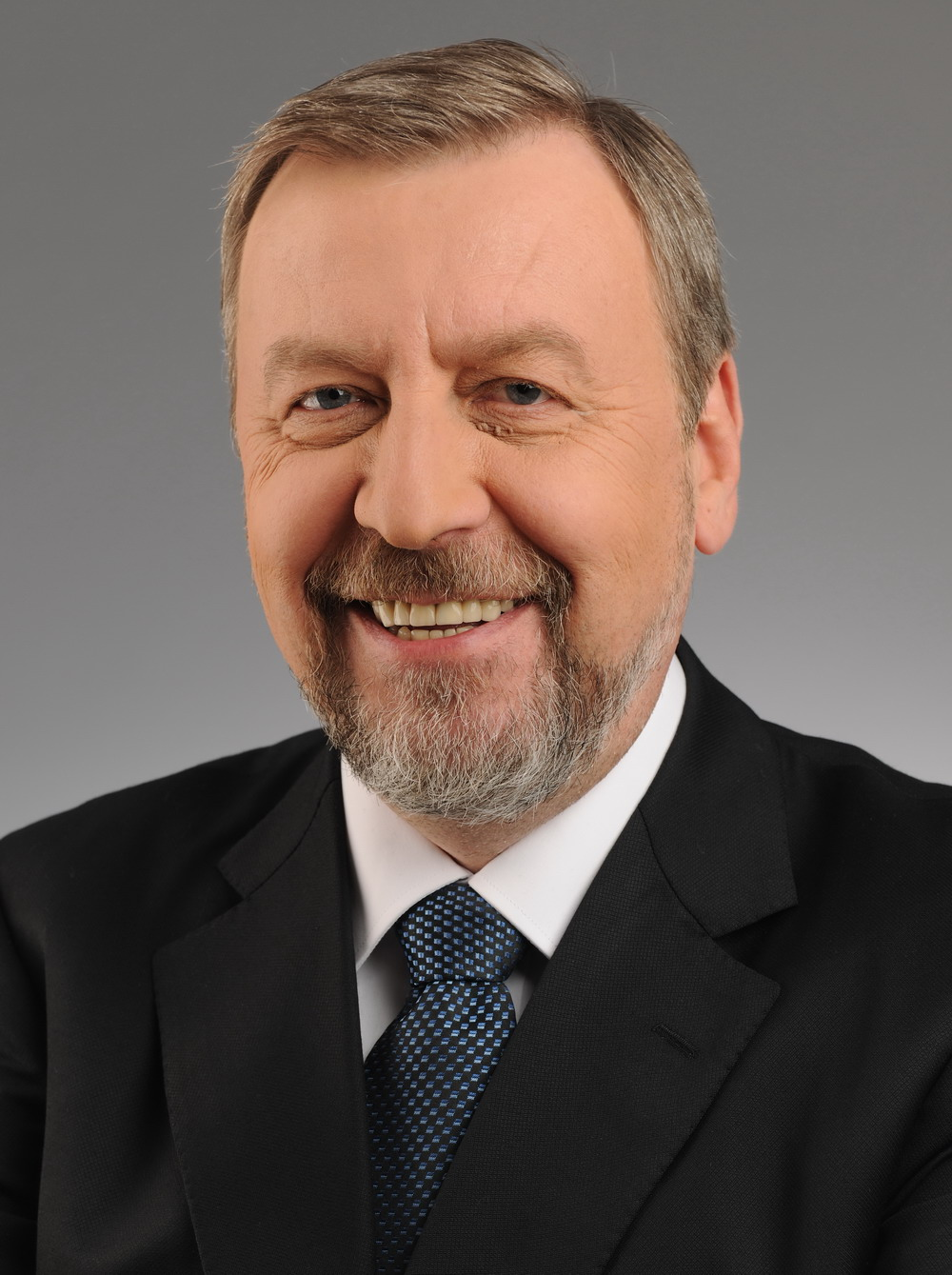
Andreï Sannikov, le principal opposant à Alexandre Loukachenko, est annoncé second. Il est battu en pleine rue et arrêté.

Les élections suivantes devaient être organisées en 2011 mais la date est fixée au 19 décembre 2010. Sur les dix candidats, le président sortant Alexandre Loukachenko a été déclaré vainqueur par la Commission électorale centrale (en) avec près de 80 % des voix. Andreï Sannikov est second,. Une manifestation au centre de Minsk fait suite à la publication des résultats. Elle est violemment réprimée par la police anti-émeute biélorusse durant la nuit. Des centaines de manifestants et sept candidats à la présidence, dont Andreï Sannikov, sont arrêtés par le KGB : « Andrei a été battu à coups de matraque alors qu'il était allongé. Il a été battu sur la tête [...] sur tout le corps. Andrei était allongé et essayait de se protéger avec ses bras. Personne n'a été autorisé à s'approcher lui, pour que les gens ne puissent pas défendre Sannikov. »,. Andreï Sannikov (dont le directeur de campagne, Aleh Byabenin (en), cofondateur de Charte 97, avait été retrouvé pendu) est condamné à cinq années de détention et son porte-parole, Alexandre Otrochtchenkov (en), à quatre.
La communauté internationale s'indigne et ne peut accepter, ni la manière, ni les résultats de cette élection. Les États-Unis et l'Union européenne ont appelé à la libération de tous les candidats emprisonnés, mais n'ont pris aucune autre mesure à l'exception d'une interdiction de voyage pour Alexandre Loukachenko. En revanche, des pays hors CEI comme la Syrie, la Chine et le Vietnam ont félicité le président réélu,,.

### Cinquième mandat présidentiel 2015-2020

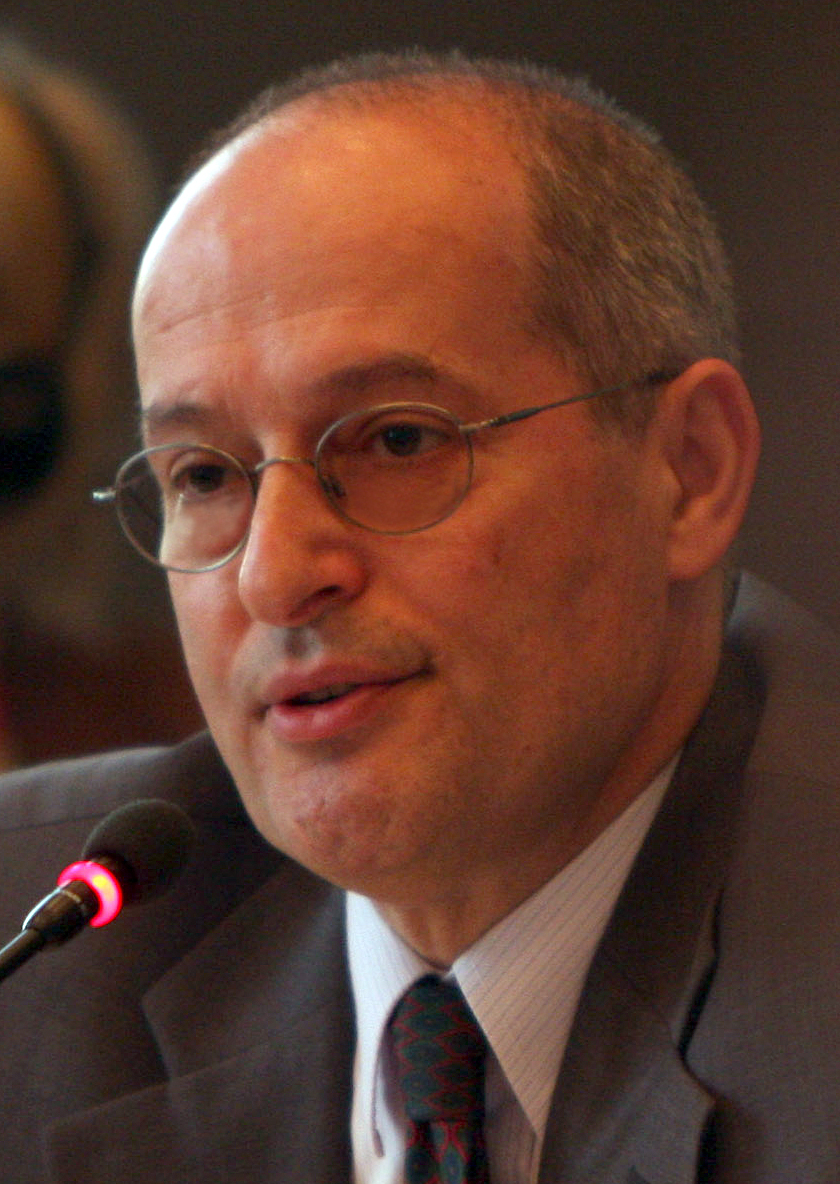
Miklós Haraszti, rapporteur spécial des Nations unies sur la situation des droits de l'homme en Biélorussie : des élections ni libres ni équitables.

Des élections présidentielles ont eu lieu en Biélorussie le 11 octobre 2015. Alexandre Loukachenko est confirmé pour un cinquième mandat depuis l'indépendance de la Biélorussie en 1991. Comme pour les élections précédentes, l'élection de 2015 n'était pas davantage démocratique,. Dans un rapport après l'élection, Miklós Haraszti, le Rapporteur spécial des Nations unies sur les droits de l'homme en Biélorussie, a déterminé que les résultats n'étaient ni libres ni équitables et que "le processus électoral a été orchestré, et le résultat a été pré-ordonné", compte tenu des limites importantes imposées aux droits civils et politiques en Biélorussie et du niveau élevé de fraude le jour des élections.
Cependant, durant ce scrutin, il n'y eut pas de répression des opposants, ce qui fit dire à Frank-Walter Steinmeier, le ministre allemands des Affaires étrangères que l'absence de répression contre l'opposition pourrait ouvrir la voie à un assouplissement des sanctions contre le pays pendant quatre mois. "Il y a eu des changements en Biélorussie, par rapport aux deux dernières élections. Si la Biélorussie reste sur cette voie, il y a une volonté, et il y a unanimité là-dessus, de changer les relations avec la Biélorussie."

### Sixième mandat présidentiel 2020-2025 prolongé jusqu'en 2035

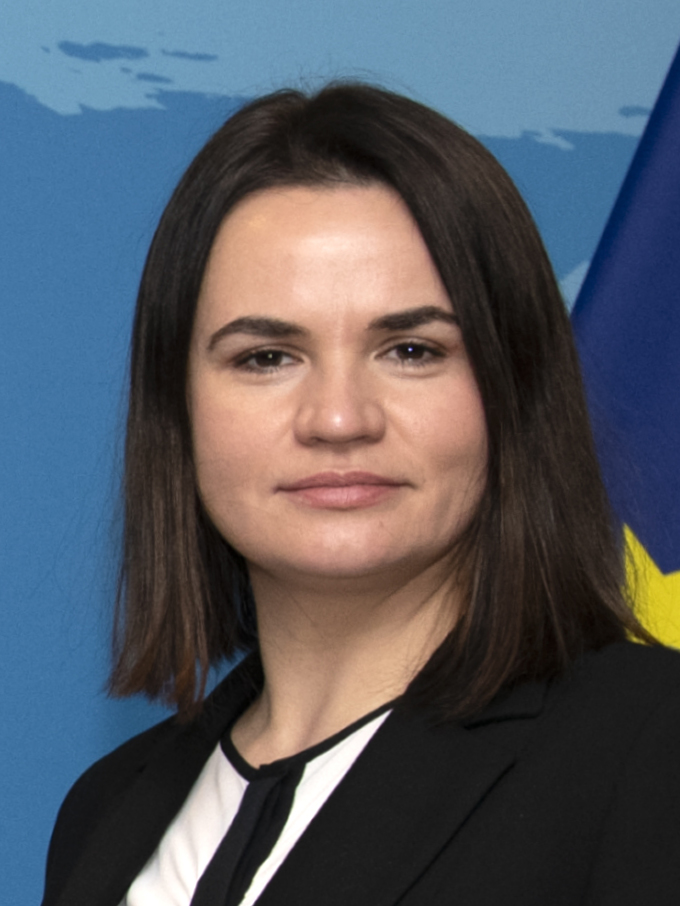
Svetlana Tikhanovskaïa reçoit en 2020 le prix Sakharov au nom de l'opposition démocratique au sein du Conseil de coordination.

À la mi-juin 2020, les candidats de l'opposition Viktor Babariko et Sergueï Tikhanovski sont arrêtés et exclus de l'élection. Amnesty International les considère comme des prisonniers d'opinion. La femme de Tikhanovksi, Svetlana, se présente à sa place. Viktor Babariko, décrit comme le principal opposant au président Alexandre Loukachenko pour cette élection, est arrêté dans un contexte de multiples arrestations de membres de l'opposition. Il est accusé de « délits financiers ».
Les élections se déroulent le 9 août 2020. L'annonce par les autorités de sondages prévoyant une large victoire de Loukachenko avec près de 80 % des suffrages provoque d'importantes manifestations le soir du scrutin,. Des affrontements entre les manifestants et la police anti-émeute éclatent à Minsk, causant plusieurs blessés et l'utilisation de grenades paralysantes ainsi que de balles en caoutchouc. La police reconnaît cependant avoir procédé à des tirs à balles réelles.
Le 13 novembre 2020, Raman Bandarenka, 31 ans, est arrêté et battu à mort pour avoir essayé de protéger des rubans rouges et blancs (couleurs de l'ancien drapeau biélorusse, utilisé comme symbole démocratique).
Un nouveau référendum constitutionnel a eu lieu en Biélorussie le 27 février 2022. Le référendum a été ordonné par le président Alexandre Loukachenko. Le référendum visait à consolider le pouvoir du régime de Loukachenko après les manifestations de 2020-2021 en Biélorussie qui ont été sévèrement réprimées par la police débouchant sur l'arrestation de plus de 35 000 personnes. Les changements ainsi "adoptés" ont permis à Loukachenko de rester au pouvoir jusqu'en 2035 et ont renforcé le pouvoir de l'Assemblée populaire biélorusse (en), un organe extraparlementaire dominé par les partisans du gouvernement,. Les changements ont également aboli le statut de zone dénucléarisée de la Biélorussie, permettant ainsi à la Biélorussie d'accueillir des armes nucléaires pour la première fois sur son territoire depuis la chute de l'Union soviétique. La préparation du référendum a eu lieu alors que la Russie rassemblait ses troupes en Russie et en Biélorussie en prélude à l'Invasion de l'Ukraine par la Russie en 2022 et le référendum s'est quant à lui déroulé trois jours après l'invasion, le 27 février 2022,,.
La Commission électorale centrale (en) du gouvernement biélorusse a annoncé que 65,2 % des électeurs avaient voté en faveur des amendements. Le référendum s'est déroulé dans une atmosphère de répression ; l' opposition biélorusse n'a pas été autorisée à faire campagne et l'élection n'a pas été considérée comme libre, ni juste. Le référendum a été dénoncé comme une imposture par l'opposition biélorusse et sa dirigeante en exil Svetlana Tikhanovskaïa, l'Union européenne et les États-Unis.

## Libertés

### Liberté de la presse

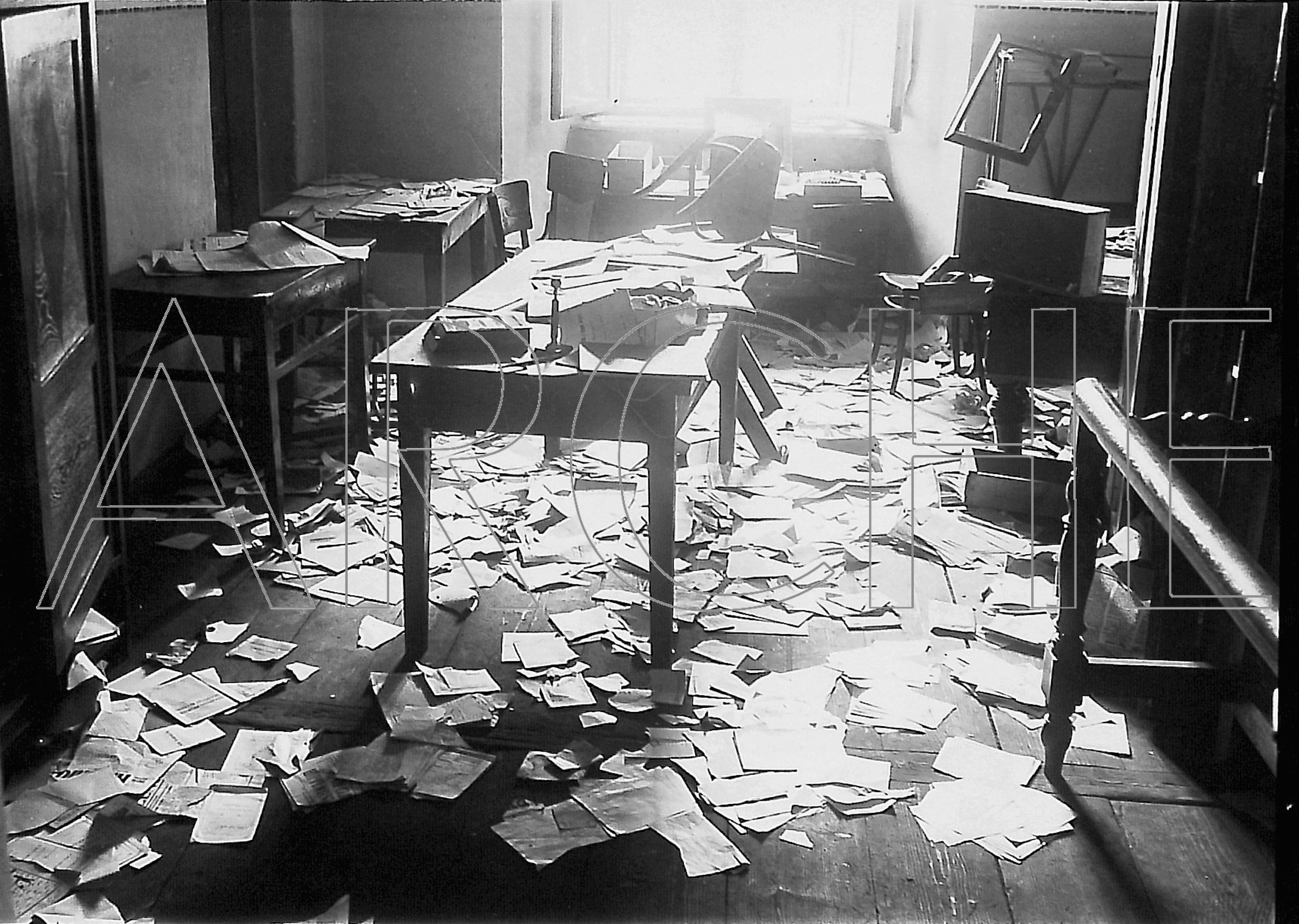
La rédaction de Nacha Niva après une perquisition policière dans les années 1910.

Depuis les années 2000, Reporters sans frontières place la Biélorussie au-dessous de tous les autres pays européens dans son index de la liberté de la presse.
Freedom House classe la Biélorussie comme « non libre » dans toutes ses enquêtes mondiales « Liberté dans le monde » depuis 1998 ; le gouvernement restreint la liberté de la presse, selon l'organisation. Les médias d'État sont subordonnés au président. Le harcèlement et la censure des médias indépendants sont monnaie courante.
Sous le président autoritaire Alexandre Loukachenko, des journalistes comme Iryna Khalip (en), Natalya Radina et Pavel Cheremet ont été arrêtés pour leur travail. Des journaux de la presse écrite indépendante comme Nacha Niva ont été exclus des réseaux de distribution étatiques.
En février 2021, deux journalistes de Bielsat TV, Katsyaryna Andreeva et Darya Chultsova, sont emprisonnées pendant deux ans pour diffusion en continu lors de manifestations anti-Loukachenko à Minsk.
En mai 2021, le principal site d'information, tut.by (en), lu par environ 40 % des internautes biélorusses, est bloqué et plusieurs de ses journalistes sont arrêtés.
En juillet 2021, le site d'information de Nacha Niva est bloqué et ses rédacteurs arrêtés. La rédaction de Radio Free Europe/Radio Liberty à Minsk est perquisitionnée et les portes sont fracturées, les domiciles de plusieurs de ses journalistes sont également fouillés. La couverture de ces attaques contre des médias indépendants par des chaînes de télévision publiques est considérée comme une tentative d'intimidation. Selon Nastoyashcheye Vremya (en), les médias d'État rapportent alors de fausses accusations sur les activités des journalistes et inventent de fausses preuves de leur culpabilité sans aucun procès. Amnesty International condamne l'attaque contre des ONG par les autorités biélorusses.
En juillet 2021 également, les agréments de l'Association biélorusse des journalistes, du Press Club Belarus et de la branche biélorusse du centre PEN sont révoqués dans le cadre d'une attaque contre les ONG,.

#### Assassinats de journalistes et morts suspectes

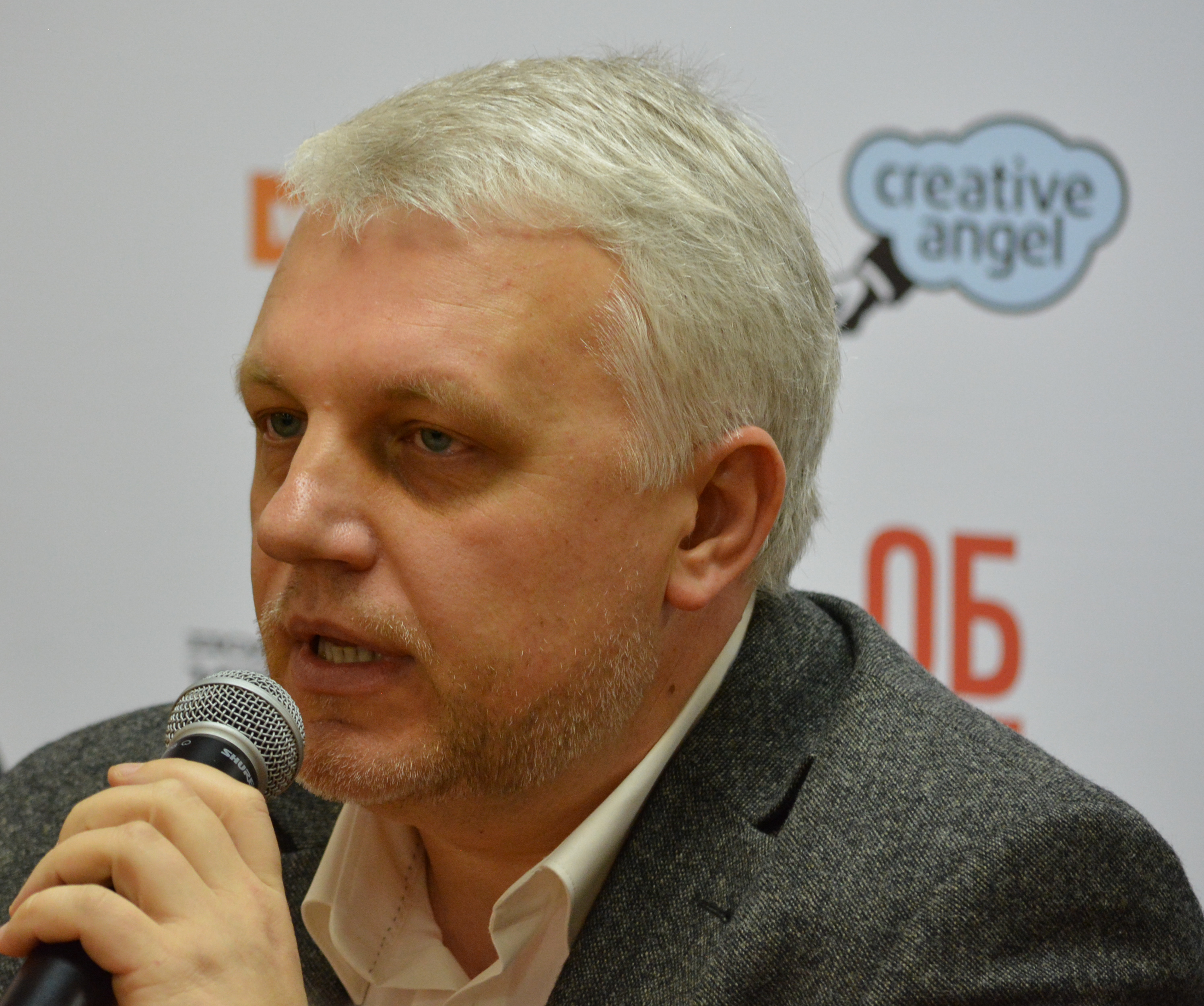
Pavel Cheremet est assassiné dans son véhicule piégé, le 20 juillet 2016.

De nombreux journalistes biélorusses ont été assassinés ou sont morts dans des circonstances suspectes depuis 1992. Le Comité pour la protection des journalistes recense et enquête sur ces différentes morts.
- Alexander Chulanov, correspondant sportif pour la télévision nationale d'État, a été retrouvé mort (après avoir été frappé avec un objet contondant) dans son appartement à Minsk le 1er mars 1994[61].
- Dzmitry Zavadski, caméraman de l'ORT, a disparu le 7 juillet 2000. La dernière fois qu'il a été vu, c'était à l'Aéroport international de Minsk. Le 14 mars 2002, Valery Ignatovich et Maxim Malik, anciens membres d'une unité spéciale de la police, ont été reconnus coupables et condamnés à la prison à vie pour son enlèvement. Sa famille a affirmé que la véritable responsabilité incombait au gouvernement (la même affirmation a été faite par deux anciens employés du bureau du procureur général et a été validée par le département d'État américain) et qu'ils n'étaient que des boucs émissaires. Il a été déclaré mort le 28 novembre 2003[62].
- Mykhailo Kolomyets, fondateur de l'Ukrainian News Agency a été retrouvé pendu près de Maladetchna, le 30 octobre 2002[63].
- Veronika Tcherkassova, journaliste pour Solidarnost, a été poignardée à mort dans son appartement, à Minsk, le 20 octobre 2004[64].
- Vasily Grodnikov, un journaliste travaillant pour Narodnaja Volya (en), a été retrouvé mort avec une blessure à la tête dans son appartement à Minsk le 17 octobre 2005[65].
- Aleh Byabenin (en), fondateur de Charte 97, a été retrouvé pendu le 3 septembre 2010, dans une zone à l'extérieur de Minsk. Alors que les autorités ont affirmé qu'il s'agissait d'un suicide, le Comité pour la protection des journalistes (CPJ) a estimé qu'il était raisonnablement certain qu'il avait été assassiné en représailles directes pour son travail de journaliste[66].
- Pavel Cheremet, journaliste à la télévision d'État biélorusse est assassiné le 20 juillet 2016 à Kiev. Une bombe avait été placée sous son véhicule[67],[68].

### Liberté de culte

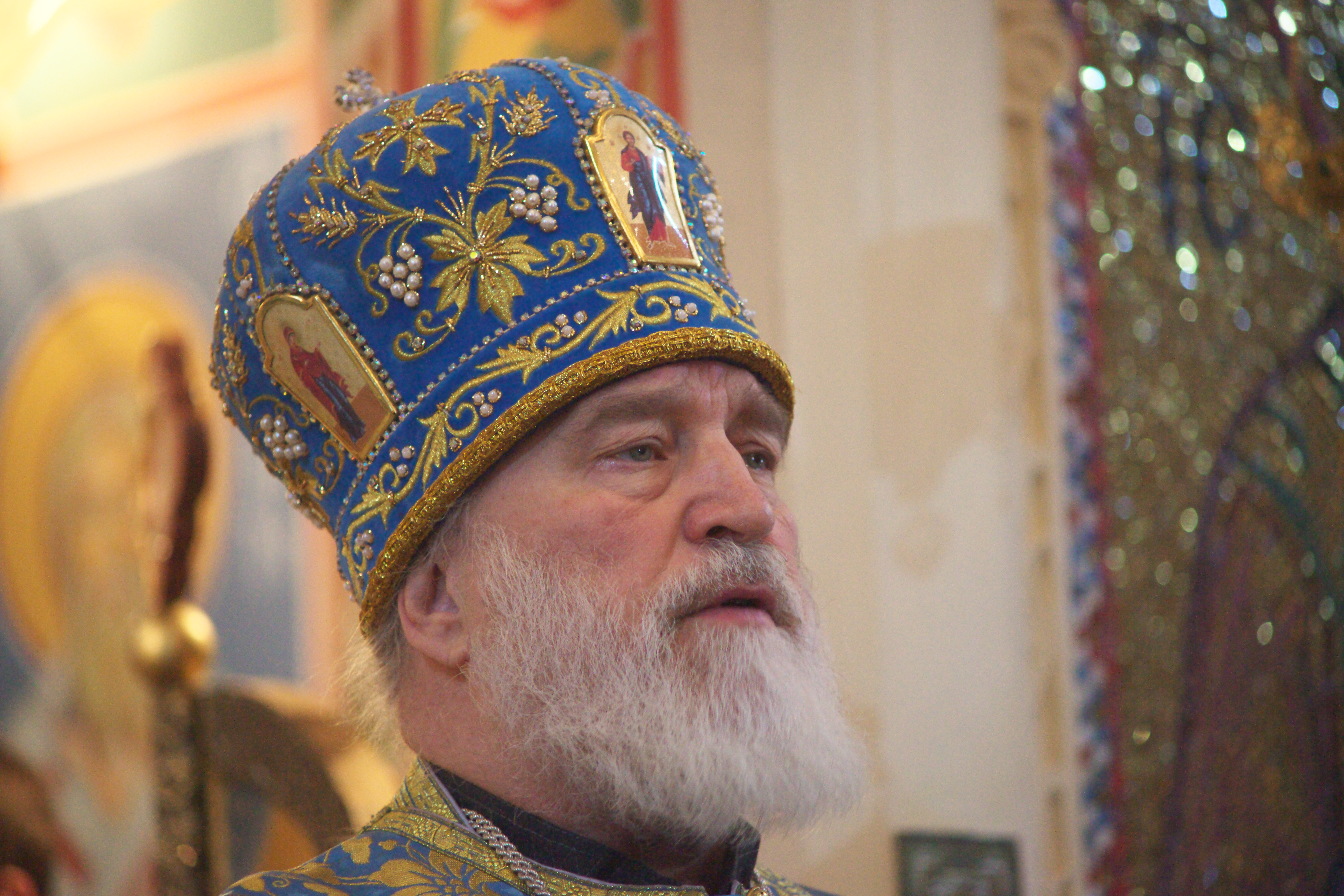
Le Métropolite, Exarque de toute la Biélorussie, Paul de Minsk et de Sloutsk, contraint à la démission en 2020 pour ses critiques de la répression.

Les Juifs ne sont pas la seule minorité qui ait vu ses droits humains violés en Biélorussie[réf. nécessaire]. Le 25 mars 2004, l'Associated Press rapporte qu'il existe une interdiction de culte à domicile dans le pays et que les membres de quatre églises protestantes ont récemment demandé au gouvernement d'abroger une loi de 2002 qui leur interdit de prier depuis leur propre domicile, bien qu'ils soient membres de religions légalement enregistrées. Le Christian Post (en) rapporte dans un article du 21 avril 200 que ces églises sont fortement affectées par la loi qui leur interdit un lieu de culte. Les organisations protestantes se plaignent également de la censure en raison de l'interdiction d'importer de la littérature sans l'approbation des responsables gouvernementaux.
Selon Forum 18, les manuels largement utilisés dans les écoles biélorusses (à partir de 2002) contiennent des opinions antireligieuses similaires à celles enseignées en URSS, n'y voyant qu'illusions et tromperies.
L'organisation signale également que les églises protestantes charismatiques (telles que le Plein Évangile) et les églises catholiques grecques et orthodoxes indépendantes, non affiliées à l'Église orthodoxe russe, rencontrent des difficultés pour faire enregistrer des églises.
En 2003, des groupes protestants accusent le gouvernement biélorusse de mener une campagne de diffamation contre eux, déclarant à l'agence d'information catholique polonaise (KAI) qu'ils ont été accusés d'être des espions occidentaux et de faire des sacrifices humains. Charte 97 rapporte en juillet 2004 que les baptistes qui célébraient Pâques avec des patients dans un hôpital de Mazyr ont été condamnés à une amende et menacés de confiscation de leurs biens.
Seuls 4 000 musulmans vivent en Biélorussie, principalement des Tatars baltiques, descendants d'immigrants et de prisonniers des XIe et XIIe siècles. L'administration pour les musulmans du pays, abolie en 1939, a été rétablie en 1994.
Cependant, les musulmans Ahmadiyya (communément considérés comme une secte non violente) sont interdits de pratiquer ouvertement leur foi en Biélorussie et ont un statut similaire à des groupes comme la Scientologie et Aum Shinrikyo. Il n'y a aucun rapport majeur de persécution religieuse de la communauté musulmane. Cependant, en raison de la situation en Tchétchénie et en Russie voisine, des inquiétudes ont été exprimées par les musulmans biélorusses sur le fait qu'ils pourraient devenir de plus en plus vulnérables.
Ces craintes s'intensifient le 16 septembre 2005 lorsqu'une bombe explose devant un arrêt de bus, blessant deux personnes. Le 23 septembre, une nouvelle bombe explose devant un restaurant, blessant près de 40 personnes. Les musulmans ne sont pas suspectés dans cette dernière attaque, qualifiée de hooliganisme.
En 2020, le gouvernement fait pression sur les principaux groupes religieux après avoir condamné la violence lors des manifestations de masse. Le 26 août 2020, la police anti-émeute biélorusse OMON bloque des manifestants et des croyants au hasard dans une église catholique romaine de Minsk pendant plusieurs heures. Le chef de l'Église orthodoxe biélorusse, Paul de Minsk et de Sloutsk, est contraint de démissionner après avoir critiqué la police et les autorités ; Veniamin, son remplaçant, est considéré comme une figure beaucoup plus confortable pour Loukachenko,. Le chef de l'église catholique romaine en Biélorussie Tadevuš Kandrusievič (en) est interdit de retourner en Biélorussie depuis la Pologne pendant plusieurs mois et est contraint de démissionner peu après son retour,,.
En 2021, les autorités organisent la « prière de toute la Biélorussie » convainquant toutes les confessions de faire une prière. Alexandre Loukachenko tente d'arrêter l'exécution de la chanson religieuse « Le Dieu Tout-Puissant » (en biélorusse : « Магутны Божа ») avertissant les prêtres catholiques de ne pas l'interpréter. En 2021 également, un journal officiel du voblast de Minsk publie une caricature représentant des prêtres catholiques romains comme des nazis portant une croix gammée en guise de croix,.

### Liberté d'association

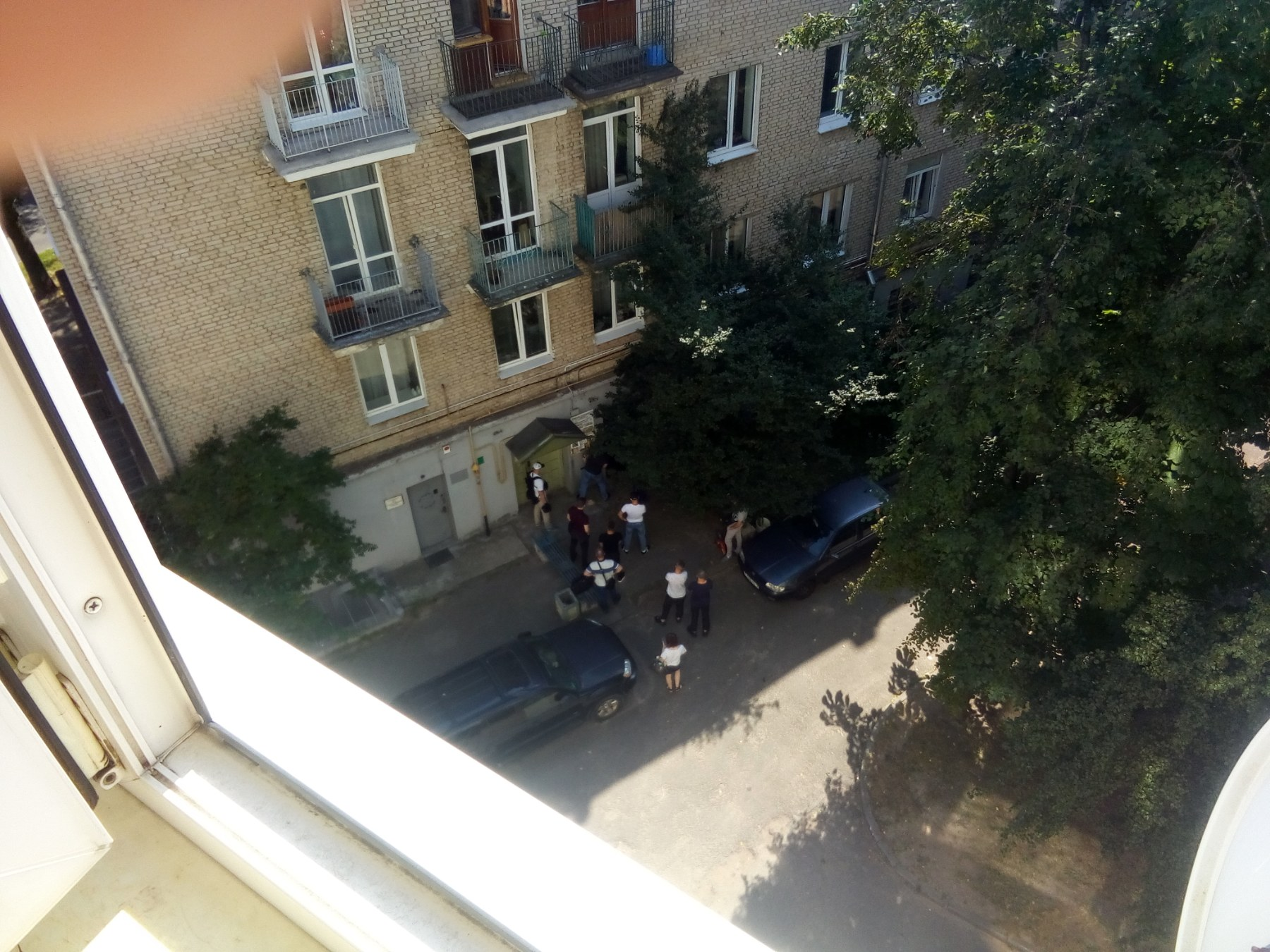
Juillet 2021, le siège du Parti du front populaire biélorusse est investi par 11 hommes masqués.

Le droit constitutionnel à la liberté d'association n'est pas toujours mis en œuvre dans la pratique. En 2013, Amnesty International qualifie la législation biélorusse sur l'enregistrement des organisations non gouvernementales (ONG) de « trop normative »,. Le Ministère de la justice biélorusse (en), qui est responsable de l'enregistrement des nouvelles organisations, applique deux poids, deux mesures pour les organisations commerciales d'une part et pour les autres organisations non gouvernementales, y compris les partis politiques, d'autre part. Les premières n'ont besoin que d'une simple déclaration pour commencer à fonctionner, les secondes doivent obtenir une autorisation. Les associations politiques, y compris les partis, ont cependant eu des difficultés à obtenir de telles autorisations. Le dernier nouveau parti biélorusse est enregistré en 2000, depuis le ministère refuse d'enregistrer de nouveaux partis pour différentes raisons. Le Parti démocrate-chrétien biélorusse a ainsi effectué sept tentatives d'enregistrement ; le Parti de la liberté et du progrès, quatre tentatives ; le parti populaire Hramada s'est également vu refuser son enregistrement. Le ministère a justifié tous ces cas par des raisons artificielles et peu convaincantes. Par exemple, le ministère a refusé d'enregistrer une branche locale du Parti du front populaire biélorusse dans le Voblast de Hrodna en raison d'un « interligne incorrect » dans les documents,. Lors d'une autre tentative d'enregistrement de cette antenne locale, le ministère a demandé de produire des documents supplémentaires qui ne sont pas mentionnés dans la loi. L'un des refus obtenus par la Démocratie chrétienne biélorusse s'appuyait sur le manque d'informations concernant les numéros de téléphones privés ou professionnels de certains des fondateurs du parti. Un autre refus reposait sur une déclaration dans la charte du parti établissant que ses membres devraient être « les partisans d'une vision du monde chrétienne ». Amnesty International a signalé des cas de pressions pour obtenir les signatures nécessaires à l'enregistrement d'un parti politique par les autorités locales et les responsables d'organisations étatiques. Plusieurs militants, dont Zmitser Dashkevich (en), ont été emprisonnés pour avoir pris part à des « activités d'associations non enregistrées ».
Selon le Center for Legal Transformation, le ministère refuse également activement d'enregistrer des organisations non gouvernementales. En 2009, le ministère a déclaré que le processus d'enregistrement était simplifié, mais les experts juridiques des partis politiques ont mis en doute cette affirmation, affirmant que seuls des problèmes insignifiants avaient été corrigés. En 2012, le ministère a lancé la procédure de suspension d'une ONG en mentionnant une erreur de majuscule sur un timbre (« Dobraya Volya » au lieu de « Dobraya volya ») comme l'une des raisons conduisant à la suspension. En 2011 et 2013, le ministère a refusé d'enregistrer les organisations LGBT qui ne sont dès lors pas représentées en Biélorussie. Les organisations de défense des droits de l'homme ne peuvent pas non plus s'enregistrer à l'exception notable du Comité biélorusse d'Helsinki et de Viasna.
En juillet et août 2021, le ministère de la justice biélorusse a lancé une procédure de fermeture de plusieurs ONG majeures, dont le Front populaire biélorusse, la plus ancienne organisation fonctionnant en continu en Biélorussie (fondée en 1988, enregistrée en 1991), l'Association biélorusse des journalistes, le centre PEN biélorusse. La liquidation du plus ancien groupe vert de Biélorussie, Ecodom, a été condamnée par 46 membres de la Convention d'Aarhus et par l'ECO Forum européen. Les membres restants de la convention ont voté pour donner au gouvernement biélorusse une chance d'annuler la liquidation avant le 1er décembre 2021, menaçant de suspendre son adhésion dans le cas contraire[Passage à actualiser].

## Système judiciaire
Le système judiciaire biélorusse se caractérise par un taux de condamnation élevé : en 2020, 99,7 % des affaires pénales ont abouti à une condamnation, et seulement 0,3 %, à un acquittement. Ce taux est stable depuis plusieurs années. Le système judiciaire est particulièrement sévère envers les personnes qui expriment leurs opinions : parmi les personnes poursuivies figurent des journalistes, des militants civils, des personnes qui font des commentaires ou des blagues politiques sur les réseaux sociaux. Parmi les "crimes" les plus controversés figurent les chaussettes blanches à raie rouge, les cheveux blancs et roux. 70 personnes sont ainsi arrêtées à Brest pour avoir dansé en enfreignant le code vestimentaire imposé par le régime, certaines d'entre elles ont été condamnées à des peines de deux ans de prison,.
De nombreuses personnes et organismes sont d'ores et déjà poursuivis, y compris dans le domaine judiciaire, par des juridictions américaines, européennes ou internationales pour des violations aux droits humains.
La Biélorussie a, en outre, lors d'un référendum controversé, confirmé le caractère licite du recours à la peine de mort.

### Peine capitale

Application de la peine de mort en Europe :
Abolie pour tous les crimes
Légale et appliquée
Légale mais moratoire

La peine capitale est une peine légale en Biélorussie. Au moins quatre exécutions ont eu lieu dans le pays en 2018.
Il fait partie du système juridique du pays depuis son indépendance en 1991. La constitution nationale actuelle prescrit cette peine pour les « crimes graves ». Des lois ultérieures ont clarifié les crimes spécifiques pour lesquels la peine capitale peut être utilisée. La peine de mort peut être prononcée pour des crimes commis contre l'État ou contre des individus. Quelques crimes non violents peuvent également être passibles de la peine de mort.
En 1996, à la suite d'un référendum sur la question qui d'après les chiffres transmis rapporte que seuls 18,2 pourcents des sondés étaient favorables à son abolition, le gouvernement biélorusse a pris des mesures pour modifier la manière dont la peine capitale est prononcée et exécutée. Des organisations internationales, telles que les Nations unies, ont critiqué les méthodes utilisées par la Biélorussie lors de l'exécution de la peine capitale. Le recours à la peine capitale est l'un des nombreux facteurs qui maintiennent le pays hors du Conseil de l'Europe.
La condamnation à mort est fixée par un juge et deux jurés, elle doit être confirmée par la cour suprême et être contresignée par le président. Un jour, le condamné apprend le rejet de sa demande de grâce présidentielle et que la sentence sera appliquée immédiatement. Il est agenouillé et abattu d'une balle dans la nuque. Ni son conseil, ni la famille n'est informée que ce soit avant ou après l'exécution. Ils apprennent à l'occasion d'une visite que la sentence a été appliquée conformément au jugement. La dépouille ne leur est pas restituée et la date de décès et le lieu même de leur ensevelissement tenus secrets.
Selon Oleg Alkayev (be), un ancien directeur de la prison no 1 de Minsk, auteur d'un ouvrage : « l'escouade de la mort » ((be) «Расстрельная команда»), ce sont pas moins de 134 personnes qui auraient été exécutées entre 1996 et 2001. Avant son arrivée, les exécutions se déroulaient en forêt à côté de la fosse destinée à recevoir le corps. Sur ces 134 personnes, de son propre aveu, seules quatre étaient pleinement conscientes de ce qu'il leur arrivait, les autres avaient déjà été brisées psychologiquement. Après s'être aperçu que trois opposants ont été exécutés sommairement par une arme de poing spéciale remise par lui et destinée aux exécutions de condamnés à mort, il décide de communiquer avec les opposants. Il vit un temps à Moscou puis obtient l'asile en Allemagne où il vit depuis 2001.
Depuis 2021, la Biélorussie est le seul pays d'Europe qui continue d'appliquer la peine de mort.

### Dissidents politiques et prisonniers

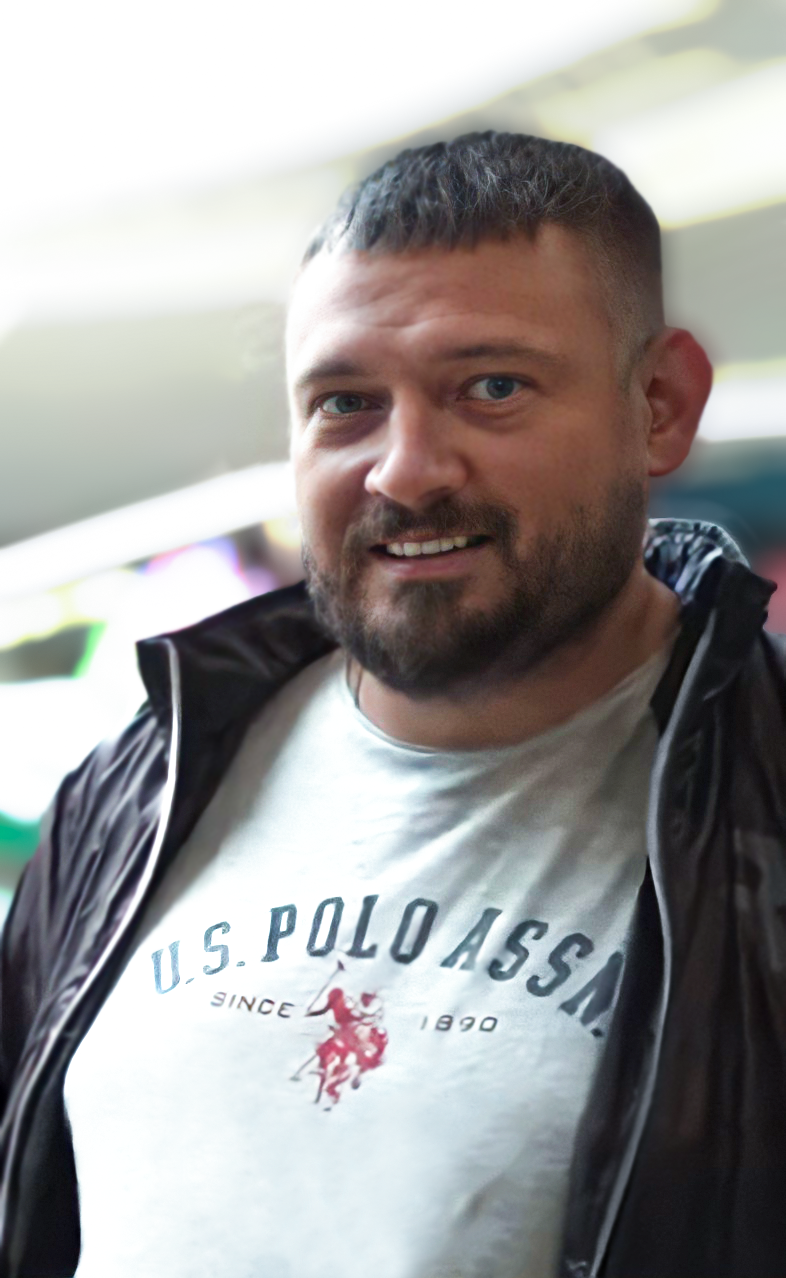
Sergueï Tikhanovski en 2019.

Les opposants qui participent à des manifestations pro-démocratique s'exposent à des peines d'emprisonnement. En décembre 2010, à l'issue du scrutin pour la présidence, la police anti-émeute biélorusse attaque des manifestants, les forces de l'ordre battent et blessent de nombreux militants avec des matraques et procèdent à l'arrestation de plus de 600 personnes après un rassemblement dans le centre de Minsk pour protester contre le résultat d'élections largement considérées par les observateurs occidentaux comme frauduleuses.
Dans leur déclaration commune, Hillary Clinton et Catherine Ashton ont appelé à la libération immédiate des manifestants (dont au moins les sept candidats (sur 9) à la présidence de l'opposition) et ont fermement condamné ce qu'elles ont qualifié « d'usage "disproportionné" de la force contre les manifestants ».
Les opposants engagés en politique encourent également des peines plus lourdes encore. Ainsi, lors de l'élection présidentielle biélorusse de 2020, Maria Kolesnikova dirige la campagne de l'opposant au régime, Viktor Babariko, ce dernier est arrêté après un mois de campagne pour délits financiers. Elle rejoint alors l'équipe de Svetlana Tikhanovskaïa qui reprenait le flambeau du combat d'opposition mené par son mari, Sergueï Tikhanovski, condamné à 18 années de réclusion pour « organisation de troubles massifs », « incitation à la haine dans la société », « troubles à l'ordre public » et « obstruction à la Commission électorale ». Maria Kolesnikova, Svetlana Tikhanovskaïa, rejointes par Veronika Tsepkalo, l'épouse du candidat Valéri Tsepkalo forcé à l'exil, forment alors un trio d'opposantes à la politique dictatoriale menée par Alexandre Loukachenko. En septembre 2020, Maria Kolesnikova est enlevée, puis arrêtée et condamnée à 11 mois de prison. Arrivée au terme de sa peine, un second procès à huis clos condamne Maria Kolesnikova et son collègue Maxim Znak à onze années de prison pour « complots visant à s'emparer du pouvoir » et « appels à des actions portant atteinte à la sécurité nationale ». Veronika Tsepkalo et Svetlana Tikhanovskaïa sont contraintes à l'exil. Cet asservissement de la justice au pouvoir en place fait ainsi parfois qualifier ces procédures de procès staliniens.

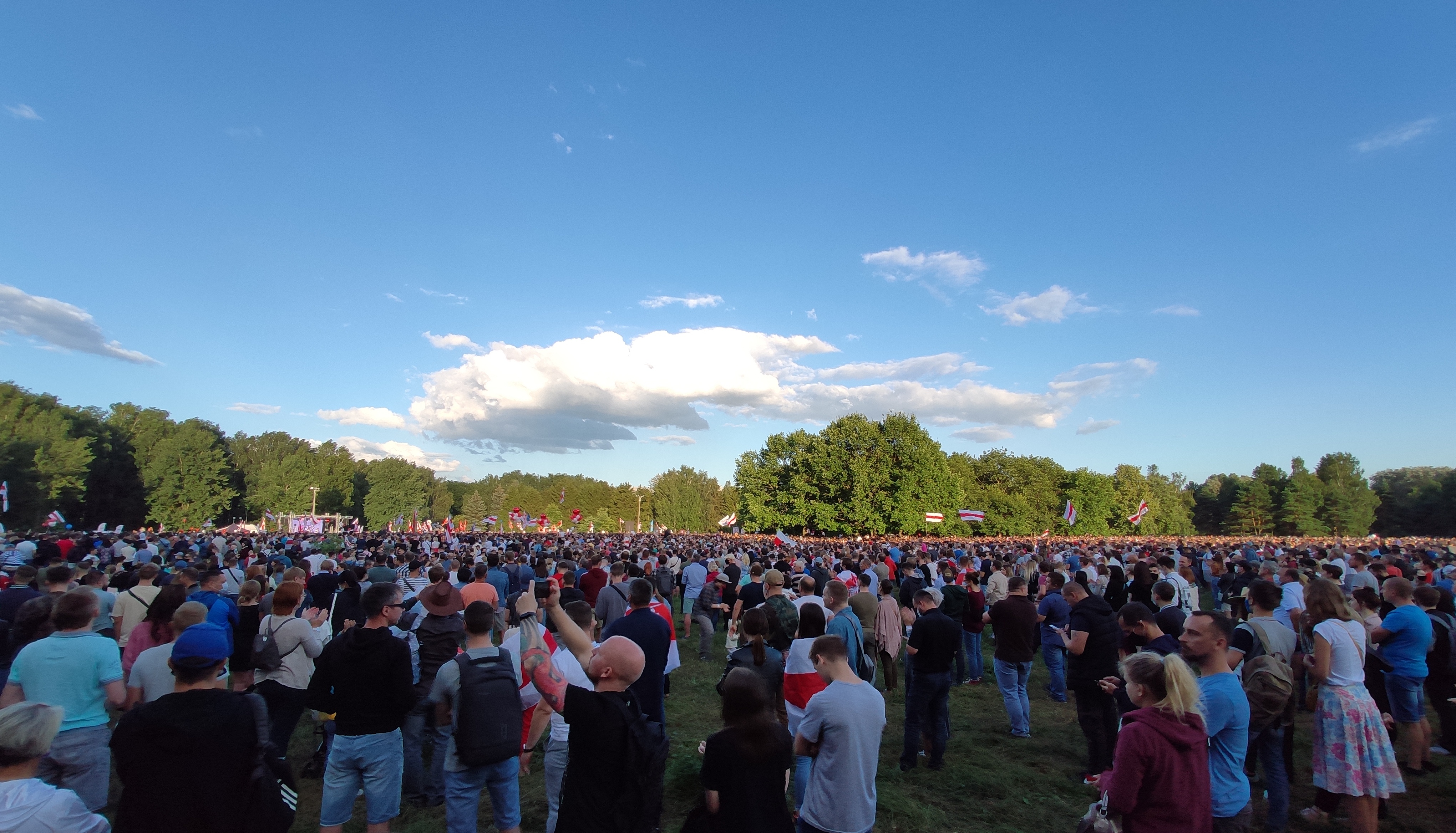
Foule lors d'un meeting politique de Svetlana Tikhanovskaïa à Minsk le 30 juillet 2020 au cours de la campagne pour l'élection présidentielle.

Le département d'État des États-Unis exprime sa préoccupation au sujet de la disparition (et de la possible exécution) de militants politiques comme Ioury Zakharanka, Viktar Hantchar et Anatol Krasouski en 1999 et du journaliste Dzmitry Zavadski en 2000, et de la poursuite des arrestations et détention sans jugement. Le département d'État a également appelé la Biélorussie à fournir publiquement des informations sur les personnes qui ont été exécutées.
De nombreux dissidents ont été ou sont considérés par Amnesty International comme des prisonniers politiques : Alès Bialiatski, accusé par le pouvoir de fraude fiscale ; Alexandre Kazouline libéré en 2008 après une grève de la faim ; Ouladzimir Niakliaïew ; Natalya Radina ; Andreï Sannikov battu en rue et emprisonné lors des élections de 2010 ; Paval Sieviaryniets ; Mikalaï Statkiévitch ou Tsimafei Dranchuk.
En mars 2022, le Centre pour les droits de l'homme Viasna estime à 1110 le nombre de prisonniers d'opinion détenus dans les geôles biélorusses et précise que ce chiffre est en constante augmentation (+42 en mars).

### Utilisation extrajudiciaire du pouvoir judiciaire
Tandis que la Constitution de la Biélorussie consacre ses articles 6 et 60 à la séparation des pouvoirs, à l'indépendance du pouvoir judiciaire et à l'impartialité des tribunaux, le gouvernement ignore ces dispositions quand ceci convient à ses besoins immédiats. Dans son rapport de 2007, les Nations unies constatent dans la section intitulée « Déni de procès public équitable » : « La constitution prévoit un système judiciaire indépendant ; cependant, le gouvernement n'a pas respecté l'indépendance judiciaire dans la pratique. La corruption, l'inefficacité et l'ingérence politique étaient répandues dans le système judiciaire. Il y avait des preuves que les procureurs et les tribunaux ont condamné des personnes pour de fausses accusations à motivation politique, et que les autorités exécutives et locales ont dicté l'issue des procès » ». Le système de justice pénale est utilisé comme un instrument pour réduire au silence les opposants, les journalistes indépendants ou les défenseurs des droits de l'homme par le biais d'arrestations à motivation politique, de détentions, d'absence de procédure régulière et de procès politiques expéditifs à huis clos.

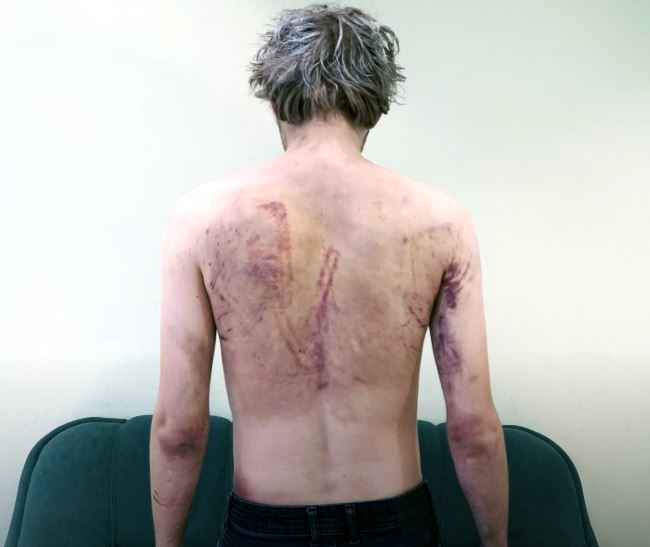
Mauvais traitements infligés à un manifestant en août 2020.

Bien que l'article 25 de la Constitution de la Biélorussie interdise le recours à la torture, dans la pratique, la Biélorussie torture et maltraite les détenus ; alors que l'article 26 prévoit la présomption d'innocence, les accusés doivent souvent prouver leur innocence ; tandis que l'article 25 interdit les arrestations, la détention et l'emprisonnement arbitraires, le régime d'Alexandre Loukachenko y recourt pour des motifs politiques ; alors que l'article 210(1) du code de procédure pénale prévoit qu'un mandat de perquisition doit être obtenu avant toute perquisition, dans la pratique les autorités perquisitionnent les résidences et les bureaux pour des motifs politiques ; alors que l'article 43 du Code de procédure pénale donne aux accusés le droit d'assister à la procédure, de confronter des témoins et de présenter des preuves en leur propre nom, dans la pratique, ces droits ne sont pas respectés. Les procureurs ne sont pas indépendants, et ce manque d'indépendance vide de sens les protections de la procédure régulière ; l'autorité du procureur sur l'accusé est « excessive et déséquilibrée »,.
Dans ce même rapport de 2007 : « Les arrestations arbitraires, les détentions et l'emprisonnement de citoyens pour des raisons politiques, pour avoir critiqué des responsables ou pour avoir participé à des manifestations se sont également poursuivis. Certains procès se sont déroulés à huis clos sans la présence d'observateurs indépendants. Le pouvoir judiciaire manque d'indépendance et les résultats des procès sont généralement prédéterminés" ».
Par décret présidentiel, tous les avocats sont subordonnés au ministère de la Justice et la loi interdit aux avocats d'exercer en privé. Les tribunaux biélorusses, qui sont soumis à un appareil exécutif autoritaire, ignorent systématiquement l'état de droit et existent pour approuver automatiquement les décisions prises en dehors de la salle d'audience ; cela équivaut à constater l'inexistence de facto des tribunaux en tant qu'instances judiciaires impartiales.

### Répressions des manifestations, poursuites pénales et traitements réservés aux opposants

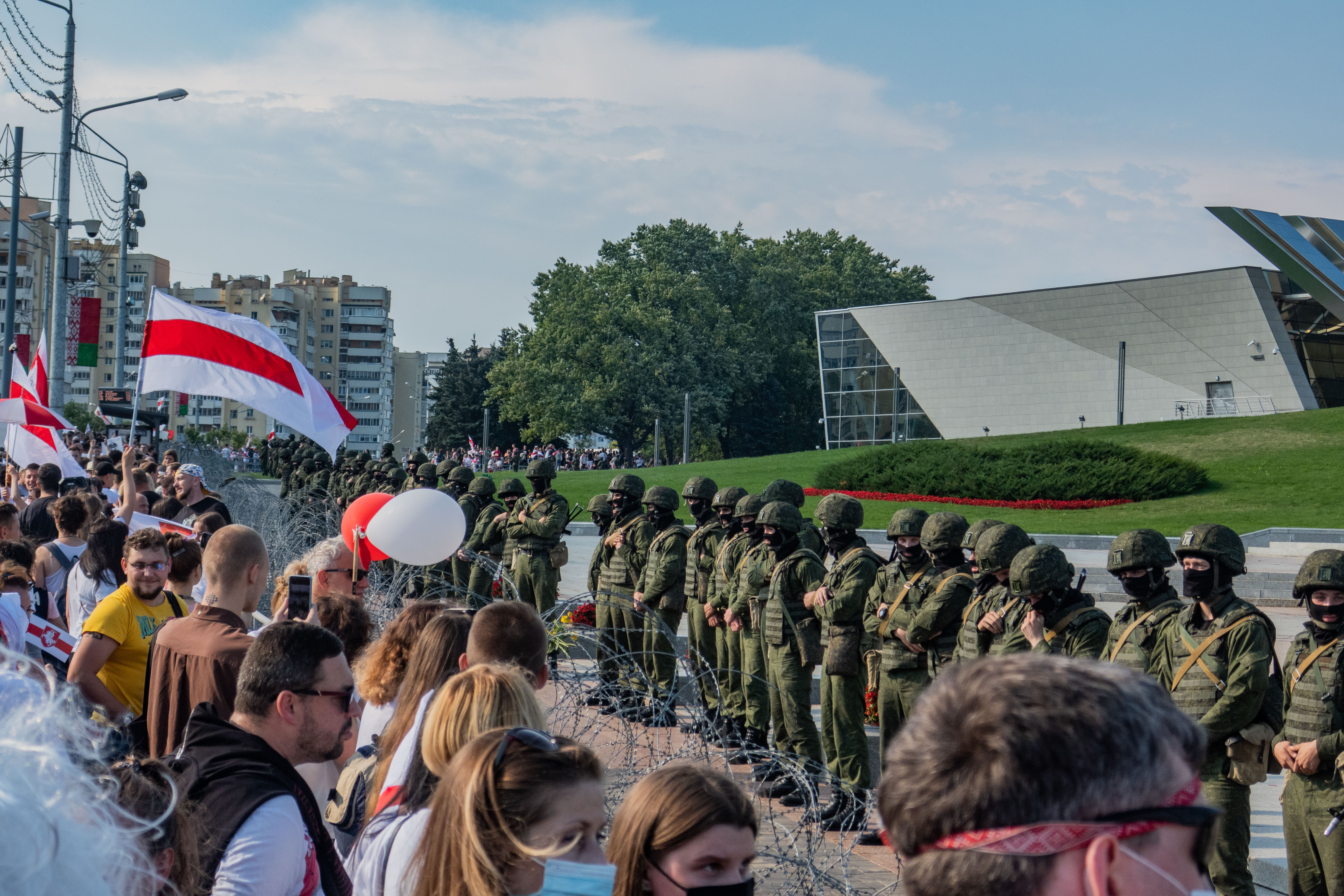
Manifestation en août 2020 à Minsk.

Les manifestations pro-démocratique d'opposition sont régulièrement réprimées par l'OMON et leurs auteurs poursuivis par la GUBOPiK procédant à des arrestations de masses et des détentions arbitraires.
Ainsi, lors des Manifestations de 2020-2021, plusieurs violations des droits de l'homme ont été signalées. Selon Amnesty International, les experts des droits de l'homme des Nations unies ont documenté 450 preuves de tortures, de traitements cruels, d'humiliations, d'abus sexuels, d'accès restreint à l'eau, à la nourriture, à l'aide médicale et aux produits d'hygiène. L'interdiction de contacts avec les avocats et les proches est devenue une pratique courante pour les personnes arrêtées. Les autorités biélorusses ont accusé réception de près de 900 plaintes, mais aucune affaire pénale n'a jamais été engagée. Au lieu de cela, les autorités ont accru la pression sur les militants des droits humains.
En janvier 2021, un enregistrement audio a été diffusé dans lequel le commandant de la Direction générale contre le crime organisé et la corruption du ministère des Affaires intérieures de la république de Biélorussie Nikolay Karpenkov (en) déclare aux forces de sécurité qu'elles peuvent paralyser, mutiler et tuer des manifestants afin de leur faire comprendre leurs actions. Ceci, dit-il, est justifié parce que quiconque descend dans la rue participe à une sorte de guérilla. En outre, il a évoqué l'établissement de camps, entourés de barbelés, où les manifestants seront détenus jusqu'à ce que la situation se calme. Une porte-parole du ministère de l'Intérieur a qualifié le fichier audio de faux,. Cependant, un examen phonoscopique de l'enregistrement audio a confirmé que la voix sur l'enregistrement est bien celle de Karpiankou. L'Organisation pour la sécurité et la coopération en Europe (OSCE) s'est dite préoccupée par ces propos. Selon Radio Free Europe/Radio Liberty, un tel camp a effectivement été utilisé près de la ville de Sloutsk dans les journées du 13 au 15 août 2020. Beaucoup de ceux qui y étaient détenus auraient été ensuite transférés à la prison d'Okrestina à Minsk.
En 2020, le KGB biélorusse a commencé à inscrire les citoyens biélorusses sur la liste des terroristes (sans décision de justice). Les deux premiers étaient les fondateurs de la chaîne Nexta Telegram, Stepan Poutilo et Roman Protassevitch. En mai 2021, le nombre de Biélorusses figurant sur cette liste était de 37, dont un Biélorusse-Américain, Yuri Zenkovich. Le terrorisme peut être puni de la peine de mort en Biélorussie, mais au moins certaines des personnes figurant sur la liste n'ont pas été accusées en fonction de l'article approprié du Code pénal.
Le 23 mai 2021, le journaliste Roman Protassevitch et sa compagne, Sofia Sapega, rentrent d'un voyage en Grèce pour regagner Vilnius où ils vivent désormais. Lorsque le vol Ryanair survole l'espace aérien biélorusse, il est arraisonné par un MiG-29 des Forces aériennes biélorusse. Depuis la tour de contrôle, arguant de la présence d'un engin explosif à bord, les autorités biélorusses déroutent l'avion et le contraignent à atterrir à Minsk. Roman Protassevitch et sa compagne sont aussitôt arrêtés,,,.
Les autorités biélorusses ont publié un certain nombre de vidéos montrant des personnes détenues confessant et se repentant devant la caméra ; ces vidéos ont vraisemblablement été réalisées sous la contrainte. Sur celle concernant Roman Protassevitch, celui-ci avait l' air d'avoir été battu sur sa vidéo de confession et avait des coupures ou des ecchymoses aux poignets,. On a supposé que sa petite amie, n'avait été arrêtée que pour faire pression sur lui. La directrice d'Amnesty International pour l'Europe de l'Est et l'Asie centrale, Marie Struthers, a condamné les aveux forcés de Protassevich et a affirmé qu'ils étaient le résultat de mauvais traitements. Il a été rapporté qu'un journaliste pro-Loukatchenko du journal officiel de l'état a même personnellement interrogé les personnes arrêtées aux côtés de policiers dans plusieurs vidéos d'aveux.
Le 1er octobre 2021, le général et membre de la chambre basse du parlement biélorusse Oleg Belokonev (en) a appelé au meurtre de 20 à 100 militants de l'opposition pour se venger de la mort d'agents de la sécurité de l'État.

### Pressions sur les avocats
Après le début des manifestations biélorusses de 2020, un certain nombre d'avocats qui défendaient des militants de l'opposition ont été radiés par la commission du ministère de la justice, tels Alexander Pylchenko, l'avocat de Viktor Babariko et Maria Kolesnikova, Yuliya Levanchuk, Lyudmila Kazak, l'avocate de Maria Kolesnikova, Sergey Zikracki, l'avocat de Katsyaryna Andreeva. Au moins trois autres avocats ont été radiés du barreau après des arrestations lors de manifestations ou de commentaires sur les réseaux sociaux. Cette pratique a été critiquée comme une violation de l'indépendance de la profession. Les raisons officielles de radiation incluaient « un faible niveau de connaissances » ou « un manque de qualification ». Les militants de l'opposition et avocats Maxim Znak et Illia Salei (en) qui avait également défendu Maria Kolesnikova ont été arrêtés en septembre 2020 et reconnus comme prisonniers d'opinion par Amnesty International. Le chef de l'Association du barreau républicain biélorusse et membre du parlement biélorusse Viktar Čajčyc (en) a pleinement soutenu les autorités et a appelé les avocats « à ne pas se lancer en politique »,,. Le 2 mars 2021, l'American Bar Association (ABA) a exprimé sa profonde préoccupation face à l'escalade des attaques contre l'État de droit et l'indépendance de la profession juridique en Biélorussie. En mai 2021, le Centre pour les droits de l'homme de l'ABA a analysé quatre cas de radiation en Biélorussie et a conclu que ces actes étaient constitutifs d'une intimidation, d'une entrave, de harcèlement, d'une ingérence inappropriée dans les fonctions des avocats et sapaient l'État de droit en Biélorussie.

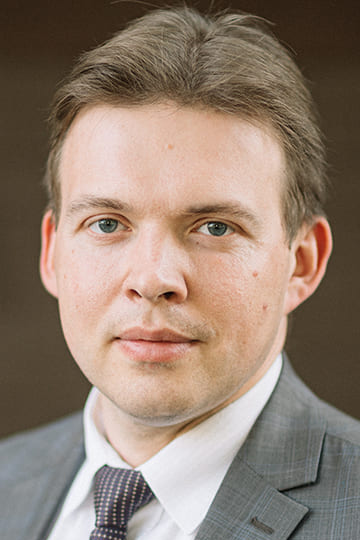
L'avocat Maxim Znak a été condamné en 2021 à dix années de réclusion.

En ce même mois de mai 2021, le parlement biélorusse a modifié les lois réglementant la profession d'avocat,. Les modifications ont interdit les avocats individuels et les cabinets d'avocats (bureaux), faisant des consultations judiciaires réglementées par l'État la seule forme de prestation de services d'avocat. Le ministère de la justice a reçu la prérogative d'approuver les candidats aux présidiums des barreaux locaux et leurs chefs. Il a également été noté que l'un des amendements pourrait abolir l'aide juridique gratuite ("pour 1 rouble") aux manifestants arrêtés. Les amendements ont été vivement critiqués par des avocats indépendants, des militants des droits de l'homme et des experts juridiques,,,. Le juriste Sergey Gasoyan a affirmé que les amendements « remettent en question l'existence du plaidoyer en tant qu'institution qui défend les lois, les droits et les intérêts des citoyens ». Les modifications ont été comparées à l'abolition de la défense indépendante,. La loi n'a pas été soumise à un débat public, mais au moins 4 000 personnes ont signé la pétition contre ces amendements.
Les avocats de personnalités de l'opposition ont signalé plusieurs violations de la loi qui les ont empêchés d'exercer leurs fonctions. En décembre 2020, un avocat s'est vu interdire d'assister à une perquisition au domicile de son client. L'avocat de Roman Protassevitch n'a pas pu voir son client détenu à l'aéroport de Minsk avant une semaine. L'ancien enquêteur Yevgeny Yushkevich n'a pas non plus été autorisé à rencontrer son avocat pendant les 4 premiers jours de sa détention. Le 28 avril 2021, la télévision publique Obshchenatsionálnoye Televídeniye (en) a publié une partie de la conversation privée entre Sergueï Tikhanovski son avocate Natallia Mackevich qui a ensuite déposé une plainte auprès du procureur général pour violation du secret professionnel.

### Pressions sur les ONG
Le 14 juillet 2021, les autorités biélorusses ont lancé une attaque contre des organisations non gouvernementales (ONG) sises en Biélorussie, qui a entraîné la dissolution de près de 40 d'entre elles par le ministère de la justice et la détention de plusieurs militants. Cette campagne a été décrite comme « une purge totale de la société civile ».

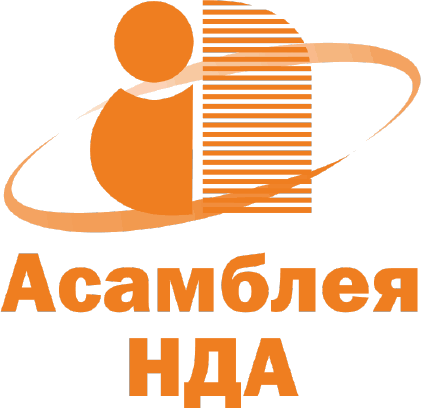
L'Assemblée des ONG pro-démocratiques compte plus de 300 associations membres. Elle décerne chaque année le prix des Champions de la société civile.

Parmi les ONG dissoutes figuraient la plateforme de financement participatif social et de santé "Imena", plusieurs groupes de militants des droits de l'homme, des organisations de journalistes comme l'Association biélorusse des journalistes, plusieurs organisations culturelles, y compris les cours de langue biélorusse, ou mova nanova, et l'organisation Vedanta vada promouvant la culture et la religion indiennes, l'école de commerce IPMschool,,. La branche biélorusse du centre PEN des écrivains dirigée par la lauréate du prix Nobel Svetlana Alexievitch été dissoute par ordonnance de la Cour suprême de Biélorussie, le 9 août 2021.
Le 23 juillet 2021, le Comité biélorusse d'Helsinki, la Maison biélorusse des droits de l'homme Barys Zvozskau, le Centre des droits de l'homme Viasna et trois autres organisations de militants des droits de l'homme ont publié une déclaration pour « arrêter la démolition de la société civile biélorusse », alléguant des violations des obligations internationales de la Biélorussie dans le domaine de la liberté d'association et d'expression. Le 24 septembre 2021, la Cour suprême Biélorusse a liquidé l'Association mondiale des Biélorusses (en) qui travaillait avec les organisations de la diaspora biélorusse (en). Les autorités ont également dissous le principal syndicat d'entrepreneurs "Perspektiva" et éliminé l'Union des écrivains biélorusses qui était considérée comme une revanche de Loukachenko pour contrer la position indépendante des écrivains,.
Le 1er octobre 2021, le Comité biélorusse d'Helsinki a été liquidé de force par la cour suprême. Le tribunal a utilisé des éléments d'une affaire pénale non précisée (probablement sans verdict jusqu'à présent) pour sa dissolution. Ce comité était l'avant-dernier groupe de défense des droits de l'homme enregistré en Biélorussie (le dernier est Pravovaya iniciativa - L'Initiative légale, qui est également en cours de liquidation).
En décembre 2021, la Fondation pour la solidarité biélorusse (en), une organisation à but non lucratif visant à collecter des fonds pour apporter une aide financière aux victimes de la répression en Biélorussie, a été déclarée « extrémiste ».

### Censure de Wikipédia
Le 11 mars 2022, la police politique biélorusse GUBOPiK arrête et détient Mark Bernstein, un contributeur de Wikipédia en russe habitant à Minsk. Il lui est reproché l'édition de l'article sur l'invasion de l'Ukraine par la Russie (Вторжение России на Украину (2022)), dans le contexte de la loi russe sur les fausses informations, interdisant l'utilisant des mots « guerre », « invasion » ou tout autre élément de langage non approuvé par l’État (voir la section « Russie »). Son identité et ses informations personnelles ont été diffusées la veille sur une chaîne Telegram visant à dénoncer des personnes véhiculant « des matériaux anti-russes » sur le conflit,,.

## Violations dans le monde du travail

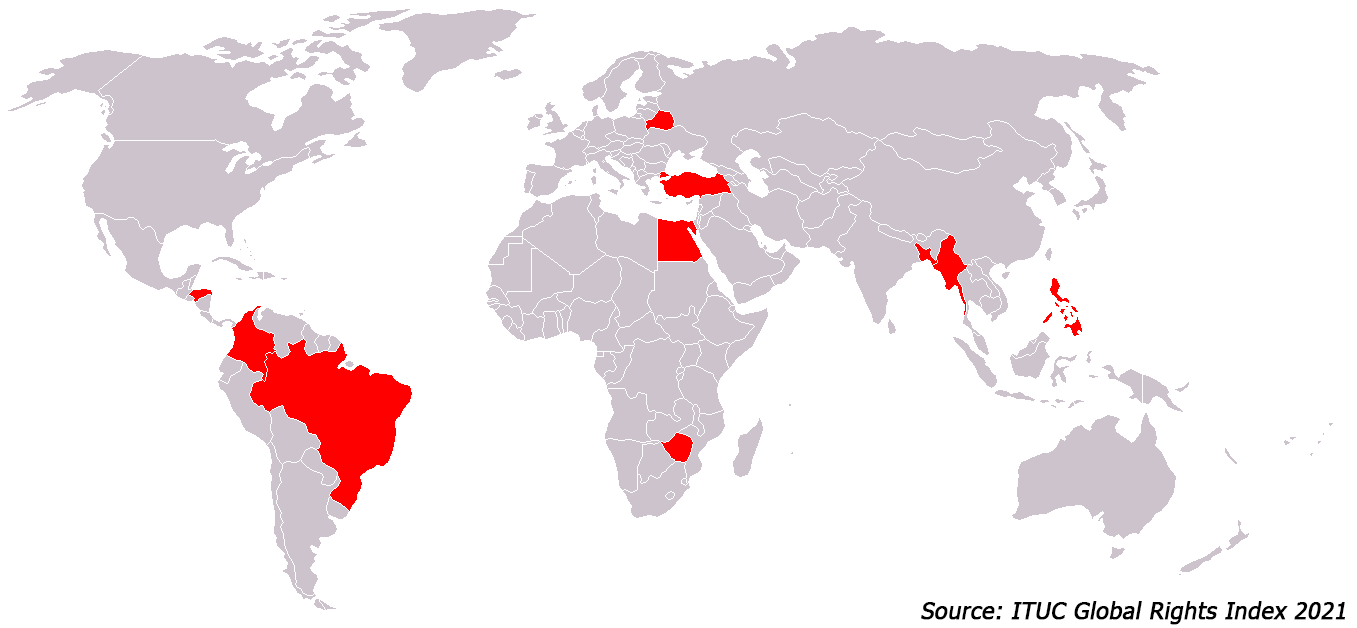
Le Global Rights Index classe la Biélorussie parmi les dix pays où il fait le moins bon vivre pour les travailleurs.

La situation des syndicats et de leurs membres en Biélorussie a été critiquée par Amnesty UK estimant que les autorités s'ingèrent dans les élections syndicales et que des dirigeants syndicaux indépendants ont été démis de leurs fonctions.
En 2021, la Confédération syndicale internationale a classé la Biélorussie parmi les 10 pires pays pour les travailleurs dans le monde (Global Rights Index (en)). Les raisons de l'aggravation de la situation comprenaient la répression par l'État de l'activité syndicale indépendante, les arrestations arbitraires, les cas graves d'accès inexistant ou restreint à la justice. La Biélorussie figurait déjà parmi les 10 pires pays du Global Rights Index en 2015 et 2016.
En juin 2021, l'Organisation internationale du travail a critiqué la « violation flagrante des normes internationales du travail en Biélorussie » lors de la Conférence internationale du travail annuelle.
Ces dernières années, les syndicats du pays ont été soumis à diverses restrictions, notamment les suivantes :
- interdiction des syndicats non enregistrés : à partir de 1999, tous les syndicats précédemment enregistrés ont dû se réenregistrer et fournir l'adresse officielle du siège (qui comprend souvent une adresse professionnelle). Une lettre de la direction est également requise, confirmant l'adresse (rendant le sort du syndicat dépendant de la direction). Toute organisation qui ne le fait pas est interdite ou dissoute. En 2021, la Confédération syndicale internationale a affirmé que le gouvernement « continuait de refuser l'enregistrement aux syndicats indépendants[174] » ;
- exigence minimale d'adhésion élevée : dans une mesure qui aurait également été utilisée contre des organisations juives de défense des droits de l'homme, le gouvernement a annoncé que tout nouveau syndicat devait compter au moins 500 membres pour être reconnu. Cela rend difficile la création de nouveaux syndicats ;
- interférence systématique : l'organe directeur de l'Organisation internationale du travail a publié un rapport en mars 2001 se plaignant d'ingérence systématique dans les activités syndicales, notamment de harcèlement et d'attaques contre les actifs syndicaux. Selon UNISON, des travailleurs membres de syndicats indépendants en Biélorussie ont été arrêtés pour avoir distribué des tracts et d'autres documents et risquent de perdre leur emploi.

Les travailleurs biélorusses sont systématiquement intimidés pour quitter les syndicats indépendants, les membres des syndicats étudiants indépendants sont expulsés des universités. En 2021, le dirigeant du syndicat indépendant REP a été contraint de quitter la Biélorussie après que son bureau ait été perquisitionné par la police.
En 2014, Alexandre Loukachenko a annoncé l'introduction d'une nouvelle loi qui interdit aux travailleurs des kolkhozes (environ 9 % de la main d'œuvre totale) de quitter leur emploi à volonté ; le changement d'emploi et de lieu de vie nécessitera l'autorisation des gouverneurs. La loi a été comparée au servage par Loukachenko lui-même,. Des réglementations similaires ont été introduites pour l'industrie forestière en 2012.

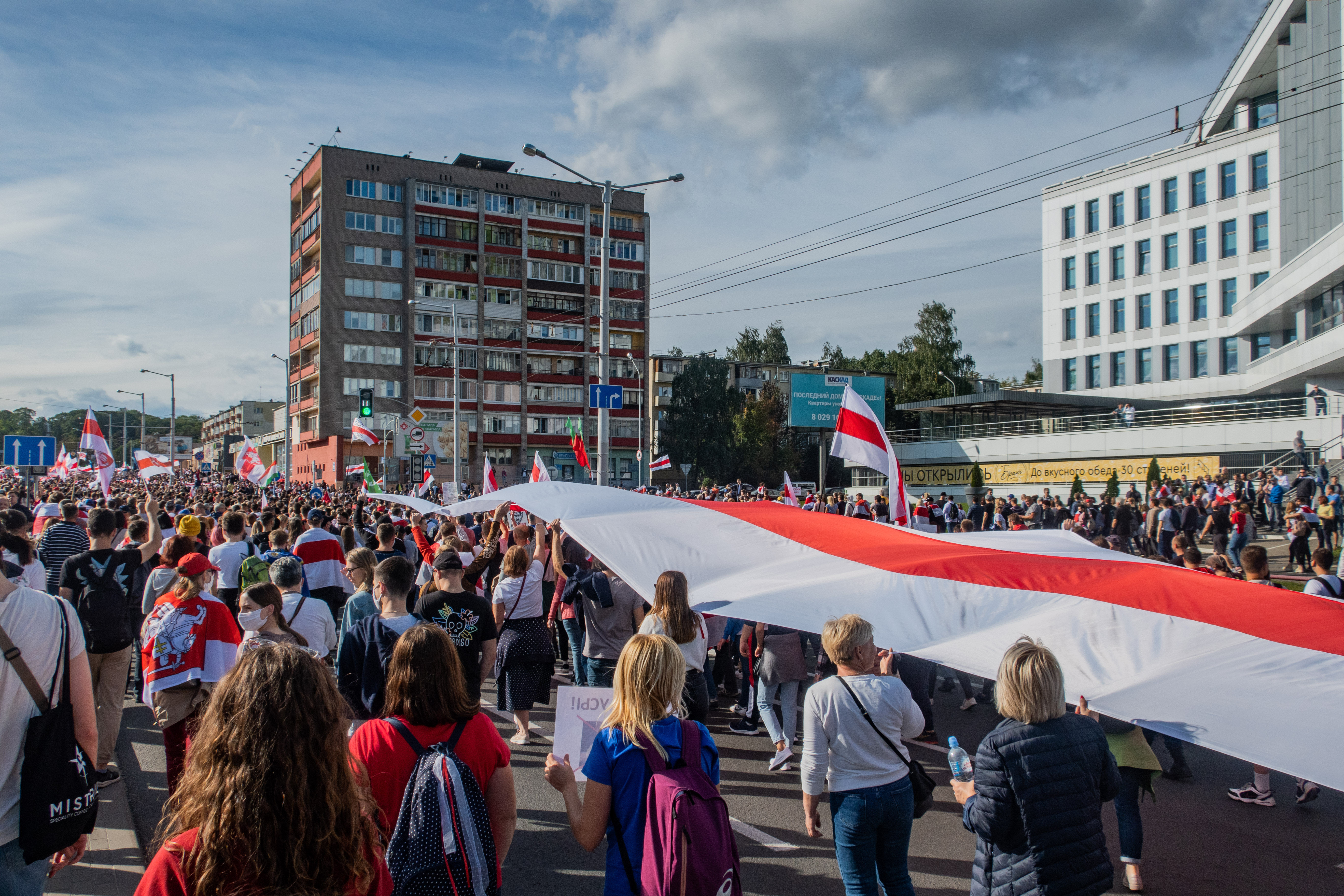
Protestations à Minsk, le 13 septembre 2020.

Lors des manifestations biélorusses de 2020, plusieurs entreprises ont tenté de déclencher une grève, mais ont été confrontées à une répression brutale. En 2021, trois employés de Biélorussie Steel Works (en) ont été emprisonnés pour avoir tenté d'organiser une grève. Les bureaux des syndicats ont été perquisitionnés par la police qui a forcé les syndicats à leur transmettre les informations personnelles des membres du syndicat. Des cas d'enlèvement de représentants syndicaux alors qu'ils se rendaient au travail ont été signalés.
En 2021, la Confédération syndicale internationale a affirmé que les nouvelles réglementations gouvernementales doivent être considérées comme une « interdiction de facto de toutes les assemblées publiques et des grèves pour les syndicats ».
Le 28 mai 2021, une loi a été publiée qui a modifié le code du travail biélorusse. Elle a permis de licencier des salariés qui ont encouru une arrestation et qui ont appelé à la grève. Un certain nombre de motifs de suspension temporaire du travail, y compris « l'appel à cesser d'accomplir les tâches d'autres employés sans motif valable », ont également été ajoutés. Les entreprises disposant d'« installations de production dangereuses » sont devenues totalement interdites de grève. Les slogans politiques pendant les grèves sont devenus totalement prohibés. Le World Socialist Web Site a observé que le but de ces modifications était de faciliter considérablement le licenciement des employés.
En septembre 2021, plusieurs travailleurs de Grodno Azot (en), des chemins de fer biélorusses et des aciéries biélorusses ont été arrêtés. Leur détention était liée à la menace d'Alexandre Loukachenko de poursuivre les travailleurs qui révéleraient les moyens de contourner les sanctions et qu'ils seraient emprisonnés pendant une longue période. Selon Nacha Niva, au moins deux des personnes détenues ont été accusées de haute trahison,.

## Égalité

### Droits des femmes
En Biélorussie, les rôles de genre restent encore très traditionnels. Certains de ces rôles assignés aux femmes sont profondément ancrés dans la culture patriarcale du pays. Une obligation pour les femmes, généralement une mère ou une épouse, est qu'elles doivent mettre la table du dîner. Il serait considéré comme dégradant pour un homme d'accomplir cette tâche. L'entretien du ménage et l'éducation des enfants leur sont aussi traditionnellement délégués. Traditionnellement, la garde des enfants de moins de 14 ans est souvent laissée aux mères, et les pères n'interviennent souvent pas. Les hommes sont souvent considérés comme plus puissants que les femmes parce qu'ils sont considérés comme les soutiens de famille, tandis que les femmes sont chargées des travaux domestiques et de la garde des enfants. Au Bélarus, de nombreuses personnes, y compris des femmes, ne considèrent pas le statut inégal des femmes comme une injustice sociale. En conséquence, les droits des femmes ne sont pas si prégnants pour elles.[réf. nécessaire]

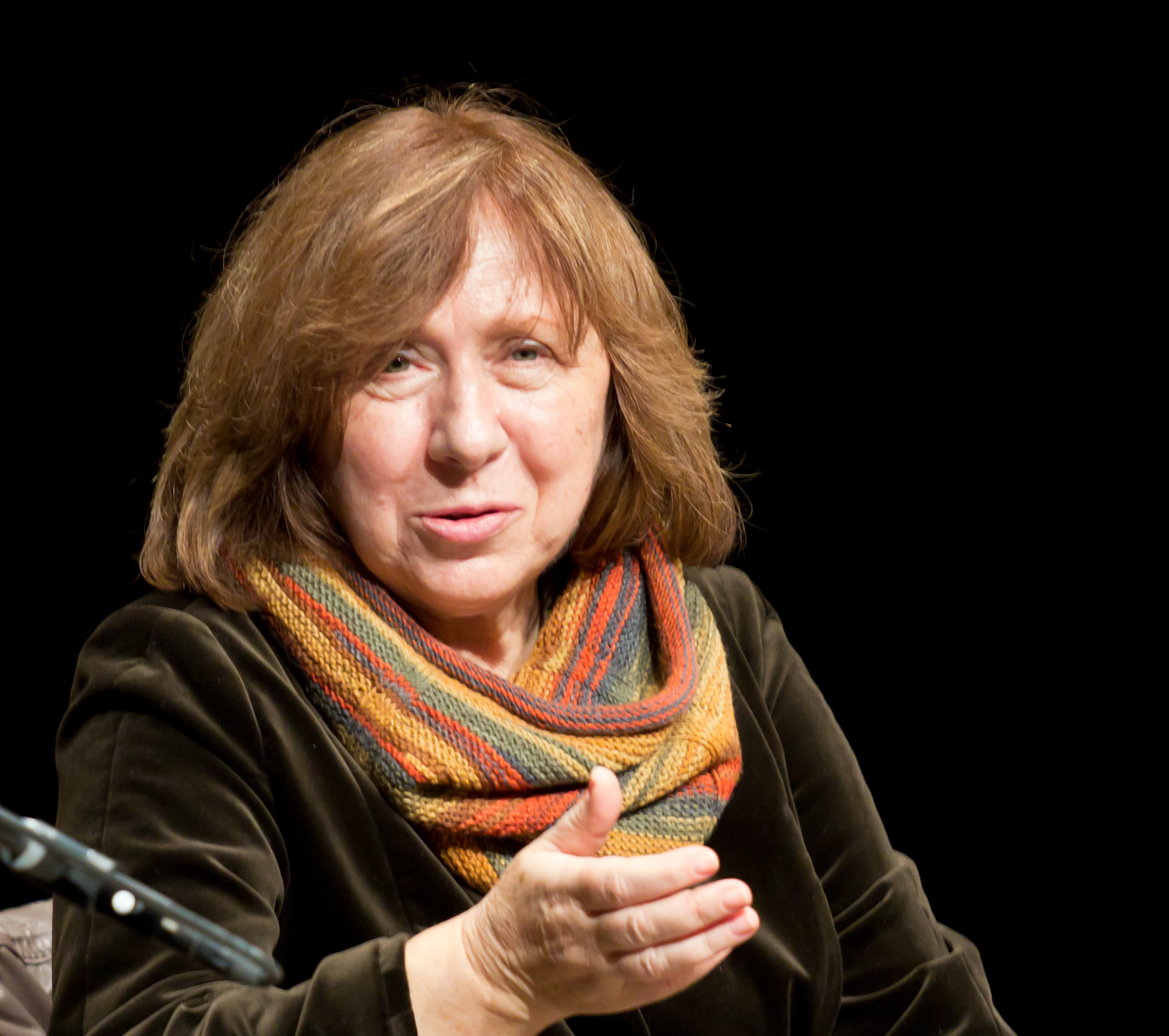
Svetlana Alexievitch, née en Ukraine mais ayant grandi en Biélorussie, remporte en 2015 le prix Nobel de littérature. Elle rejoint en 2020 le Conseil de coordination de Svetlana Tikhanovskaïa.

Des groupes féministes sont cependant apparus pour la première fois en 1991, puis d'autres se sont formés. Ces organisations comprenaient l'Union des femmes de Biélorussie (anciennement connue sous le nom de Comité biélorusse des femmes soviétiques), la Ligue des femmes de Biélorussie, le Comité des mères de soldats, le Mouvement démocrate-chrétien des femmes, le mouvement féministe biélorusse « Pour la Renaissance de la patrie », la Ligue des femmes électrices et l'Association des femmes libérales.
Le début du 21e siècle a vu ces mouvement commencer à se structurer davantage et, par conséquent, les organisations de femmes les plus efficaces ont émergé avec des priorités mieux définies. Le parti « Espoir », est créé en 1994, il choisit de se focaliser sur le problème de l'engagement des femmes en politique. Une autre organisation qui a émergé : l'Association chrétienne des jeunes femmes de Biélorussie et leur principal objectif est la question de la traite des esclaves blanches. L'Organisation biélorusse des travailleuses s'occupe, quant à elle, principalement des droits de l'homme et des questions sociales dans le pays. L'une des organisations de femmes les plus importantes à émerger est le Mouvement démocratique indépendant des femmes. L'organisation promeut la compétence politique et économique de tous les citoyens ainsi que l'égalité des sexes.
En vis-à-vis, le président biélorusse Alexandre Loukachenko est accusé à plusieurs reprises de propos et de comportements misogynes ou sexistes qui dénigrent la dignité des femmes,,,,,,,. Malgré le fait qu'un certain nombre de femmes sont nommées à des postes gouvernementaux élevés par lui comme Natalya Kochanova (en) et d'autres, leur rôle est souvent considéré comme symbolique. En 2020, lorsque Svetlana Tikhanovskaïa est devenue la principale candidate de l'opposition, les déclarations misogynes de Loukachenko sont devenues plus fréquentes. Ils ont été largement diffusés via la télévision. Simultanément, les autorités ont lancé des campagnes de diffamation destinées aux femmes actives en politique et aux femmes partenaires de militants masculins. Selon le rapport d'Amnesty International, des femmes politiquement actives ont été menacées de violences sexuelles et que leurs enfants soient placés. Le 29 mai 2020, Loukachenko a affirmé que la femme ne peut pas devenir présidente, car « la Constitution n'est pas faite pour une femme ». En juin, il commentait à nouveau cette question : « Notre Constitution est telle que même pour un homme cette [présidence] est un lourd fardeau. Et si on la mettait sur une femme, elle s'effondrerait, la pauvre, ».
Le 28 septembre 2021, lors de l'attaque menée par le gouvernement contre les ONG, la Cour suprême de Biélorussie a liquidé de force l'ONG "Gender Perspectives" ((ru) : Гендерные перспективы) qui promouvait les droits des femmes en Biélorussie en luttant contre la discrimination de genre et les violences domestiques. L'ONG avait pourtant collaboré avec le gouvernement sur des questions juridiques concernant les femmes et a hébergé la ligne d'assistance téléphonique nationale pour les victimes de violence domestique qui a reçu environ 15 000 appels en dix années de fonctionnement. Après la liquidation de cette organisation par le tribunal, son équipe a affirmé que le gouvernement « ne se soucie pas des besoins d'un grand nombre de femmes victimes de violence domestique ou de discrimination sexuelle ».
En ce qui concerne les inégalités de traitement dans le monde du travail, bien que l'article 14 du Code du travail de la république de Biélorussie interdit toute discrimination dans les relations de travail, l'inégalité entre les sexes persiste. Le salaire moyen d'une femme biélorusse est actuellement de 80 % du salaire moyen d'un homme biélorusse, malgré la mise en place de dispositions légales qui exigent un salaire égal pour un travail égal. La façon dont les bonus sont distribués est ce qui provoque le plus cet écart. On constate également qu'il est plus probable qu'une femme accepte un emploi moins bien rémunéré qu'un homme. Pour certains emplois en Biélorussie, l'utilisation de la main-d'œuvre féminine est en fait contraire à la loi. Le pays a une liste officielle d'emplois auxquels les femmes ne sont pas autorisées à s'investir. Les femmes ont également un congé de maternité payé obligatoire de 126 jours et un congé parental payé obligatoire également de 969 jours. Les emplois figurant sur la liste sont des emplois associés à des industries dangereuses, à une activité physique accrue ou à ceux qui sont considérés comme dangereux pour la santé. Malgré l'inégalité entre les sexes présente dans la population active, les femmes dépassent en fait le nombre d'hommes employés en Biélorussie, car elles constituent 54% du marché du travail. Bien qu'elles représentent un pourcentage plus élevé du marché du travail, les femmes sont toujours moins stables financièrement que les hommes.

### Orientations sexuelles
La Biélorussie a légalisé l'homosexualité en 1994, cependant, les homosexuels sont confrontés à une discrimination importante et généralisée.
En 1999, lors d'une conférence extraordinaire intitulée « Les conséquences pernicieuses des projets internationaux d'éducation sexuelle », des membres de l'Église orthodoxe biélorusse auraient accusé l'UNESCO, les Nations unies et l'Organisation mondiale de la santé d'encourager la « perversion », des pratiques « sataniques », comme l'utilisation de préservatifs, et l'avortement.

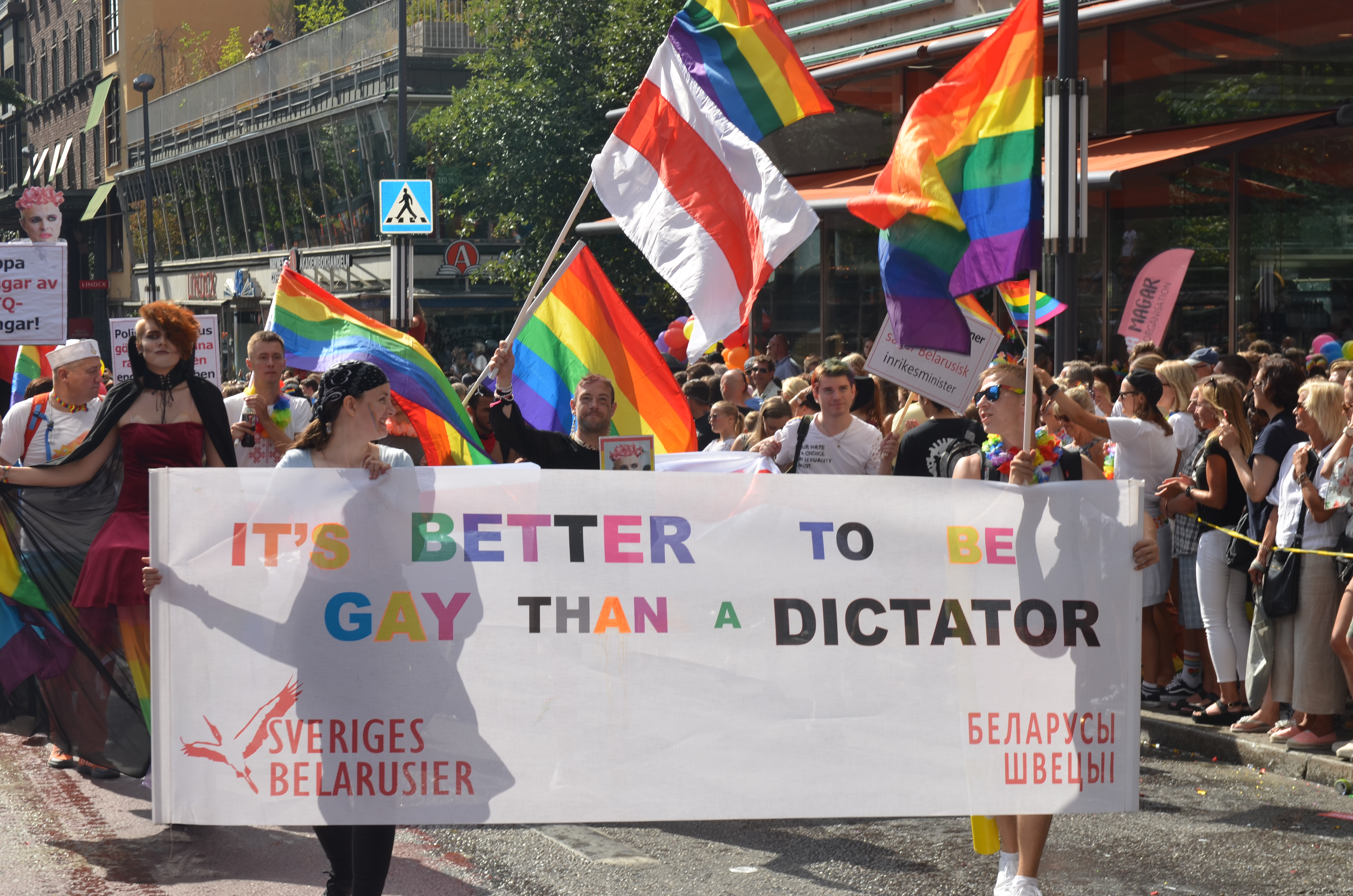
La délégation biélorusse à l'EuroPride de Stockholm en 2018.

Ces dernières années, des défilés de la Gay pride ont eu lieu à Minsk. Un défilé notable a été organisé en 2001, lors des élections présidentielles. Cependant, selon OutRage!, une organisation de défense des droits des homosexuels basée en Grande-Bretagne, une conférence sur les droits des homosexuels en 2004 a été annulée après que les autorités aient menacé d'arrêter les participants. Le seul club gay du pays, « Oscar », a été fermé en 2000. Les efforts d'obtenir un enregistrement officiel ont été bloqués par le ministère de la Justice. Le 31 janvier 2005, la commission nationale biélorusse contre la pornographie et la violence a annoncé qu'elle bloquerait deux sites gay en raison du fait qu'ils contiendraient un langage obscène et des « indices de pornographie ».
En août 2004, l'Association internationale des lesbiennes et gays a signalé que les autorités biélorusses avaient forcé l'annulation d'un festival culturel gay, « Moonbow », au milieu de menaces de violence ; les étrangers qui participeraient à des activités connexes seraient expulsés du pays. De plus, des groupes néonazis auraient fait pression sur les autorités pour qu'elles annulent l'événement.
À Plusieurs reprises, la communauté LGBT s'est vu interdire d'organiser des défilés en Biélorussie. Plusieurs militants ont été arrêtés en 2010 alors qu'ils tentaient d'organiser une gay pride après son interdiction. En 2011 et 2013, le ministère a refusé d'enregistrer les organisations LGBT ; par conséquent, la Biélorussie n'avait pas d'associations LGBT. Des cas de descentes de police dans des soirées homosexuelles ont été signalés et des militants LGBT ont souvent été interrogés en relation avec différents crimes. L'un des militants a été battu au poste de police, mais le bureau du procureur a refusé d'ouvrir une enquête sur cette affaire.

## Discrimination ethnique

### Minorité polonaise

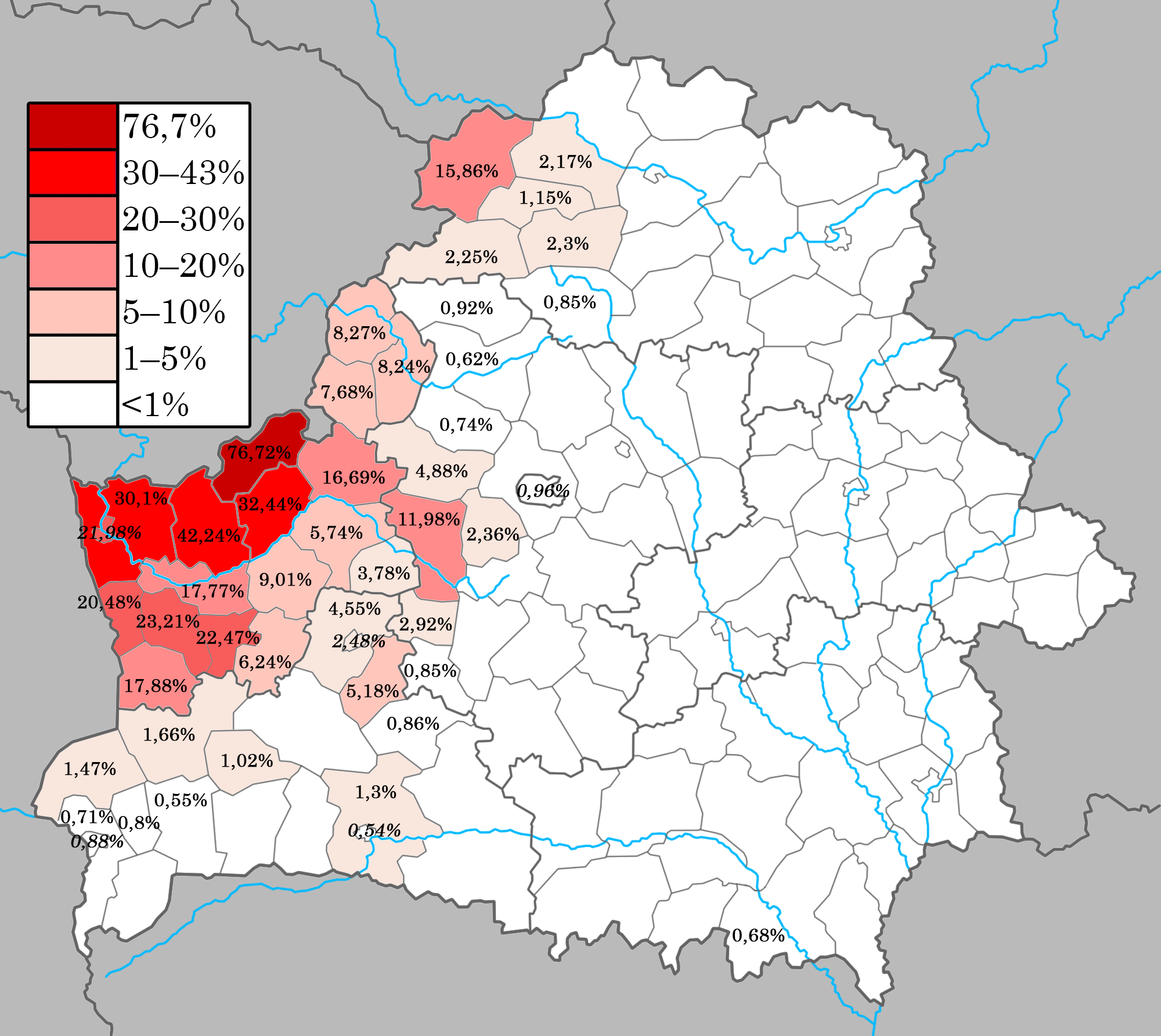
Répartition des Polonais de Biélorussie par district (recensement de 2019).

Le 16 juin 1990 est fondée l'Union des Polonais (ZPB) qui représente la minorité polonaise de Biélorussie. Ses objectifs principaux sont de soutenir l'éducation polonaise, la culture, les traditions polonaises et la presse. Tadeusz Gawin (en), cofondateur, est élu président.
Pendant les premières années de l'indépendance Biélorusse, les Polonais de Biélorussie crée 16 centres culturels et obtiennent des accords pour construire deux écoles de langue polonaise, l'une à Grodno et l'autre à Wołkowysk. La Pologne prit en charge les coûts de construction. La Biélorussie s'était également engagée à en construire une également mais elle revint sur sa décision en 1995. Une manifestation eut lieu à Grodno alliant des Biélorusses et des "Polonais" contre cette décision. En 1999, les autorités biélorusses suppriment les classes de langue polonaise dans les écoles biélorusses.
En novembre 2000, Tadeusz Kruczkowski (pl) est élu président de l'organisation, en remplacement de Tadeusz Gawin. Peu après son élection à la présidence de l'Union des Polonais de Biélorussie, il déclare que l'Union ne soutiendrait aucune option politique et ne s'occuperait que des affaires polonaises, dont notamment les intérêts des Polonais de Biélorussie. Selon les opposants à Kruczkowski, après cette déclaration, l'organisation a suspendu tous les contacts avec les organisations non gouvernementales et les partis d'opposition biélorusses.
Tadeusz Gawin déclare : « La période entre 2000 et 2005 ont été les pires années d'activité du ZPB. Tadeusz Kruczkowski a abandonné de nombreuses initiatives importantes de l'Association, qui avaient déjà été approuvées lors de nos congrès. De plus, il a pratiquement subordonné l'organisation aux autorités biélorusses. ». De nombreux jeunes au sein du mouvement constatant la perte de l'indépendance et de la reconnaissance de l'Union par les autorités biélorusses militent pour qu'il en soit autrement.
En 2005, à la suite d'un scandale moral, Tadeusz Kruczkowski n'est pas réélu. C'est l'une des jeunes militantes du mouvement qui est élue :  Andżelika Borys (pl).
le 26 juillet 2005, Andrzej Olborski, un diplomate polonais travaillant à Minsk, est expulsé du pays. Ceci constitue la troisième expulsion de ce type en trois mois.

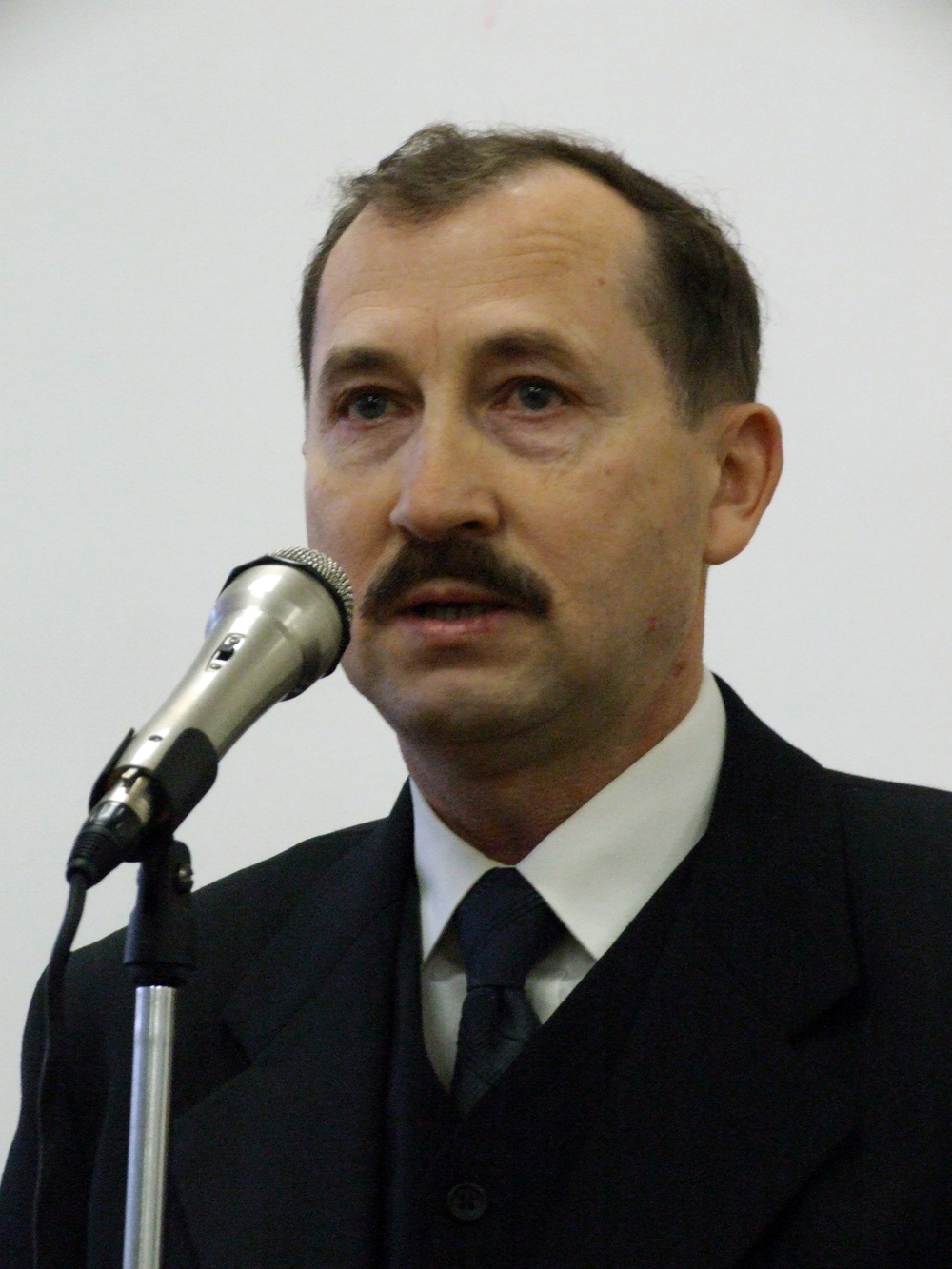
Tadeusz Gawin en 2007.

Le lendemain, sous l'action de Tadeusz Kruczkowski évincé, la Milice (en) et l'OMON font irruption dans les bureaux de l'Union des Polonais de Biélorussie qui sont perquisitionnés et les travailleurs expulsés. La Pologne accuse alors la Biélorussie de persécuter les 300 000 Polonais vivants en Biélorussie (les frontières ont été déplacées vers l'ouest après la Seconde Guerre mondiale).
Le 3 août 2005, le président honoraire de l'Union des Polonais, Tadeusz Gawin (en), signataire de la Charte 97, est arrêté et condamné à 15 jours de prison. Alexandre Loukachenko accuse la minorité polonaise de comploter pour le renverser. Tadeusz Gawin est ensuite condamné à une seconde peine de prison pour avoir prétendument agressé un codétenu.
À la suite de cet épisode, la Biélorussie met en place une seconde Union des Polonais qu'elle est seule à reconnaitre et place à sa tête Józef Łucznik. Andżelika Borys (pl) continue d'assurer quant à elle la présidence de la première Union qui poursuit ses activités de manière informelle avec le soutien de la Pologne.
Tadeusz Kruczkowski est déclaré persona non grata sur le territoire polonais pendant 15 années.
Début avril 2021, des allégations d'« incitation à la haine ethnique, nationale ou religieuse » et de « réhabilitation du nazisme » sont proférées à l'encontre de cinq militants de la minorité polonaise en Biélorussie : Andżelika Borys, Andrzej Poczobut, Irena Biernacka, Maria Tiszkowska et Anna Paniszewa. Ils sont menacés de 5 à 12 ans de prison. Quatre d'entre eux dirigent l'Union des Polonais de Biélorussie, la plus grande organisation sociale et nationale du pays.

### Antisémitisme

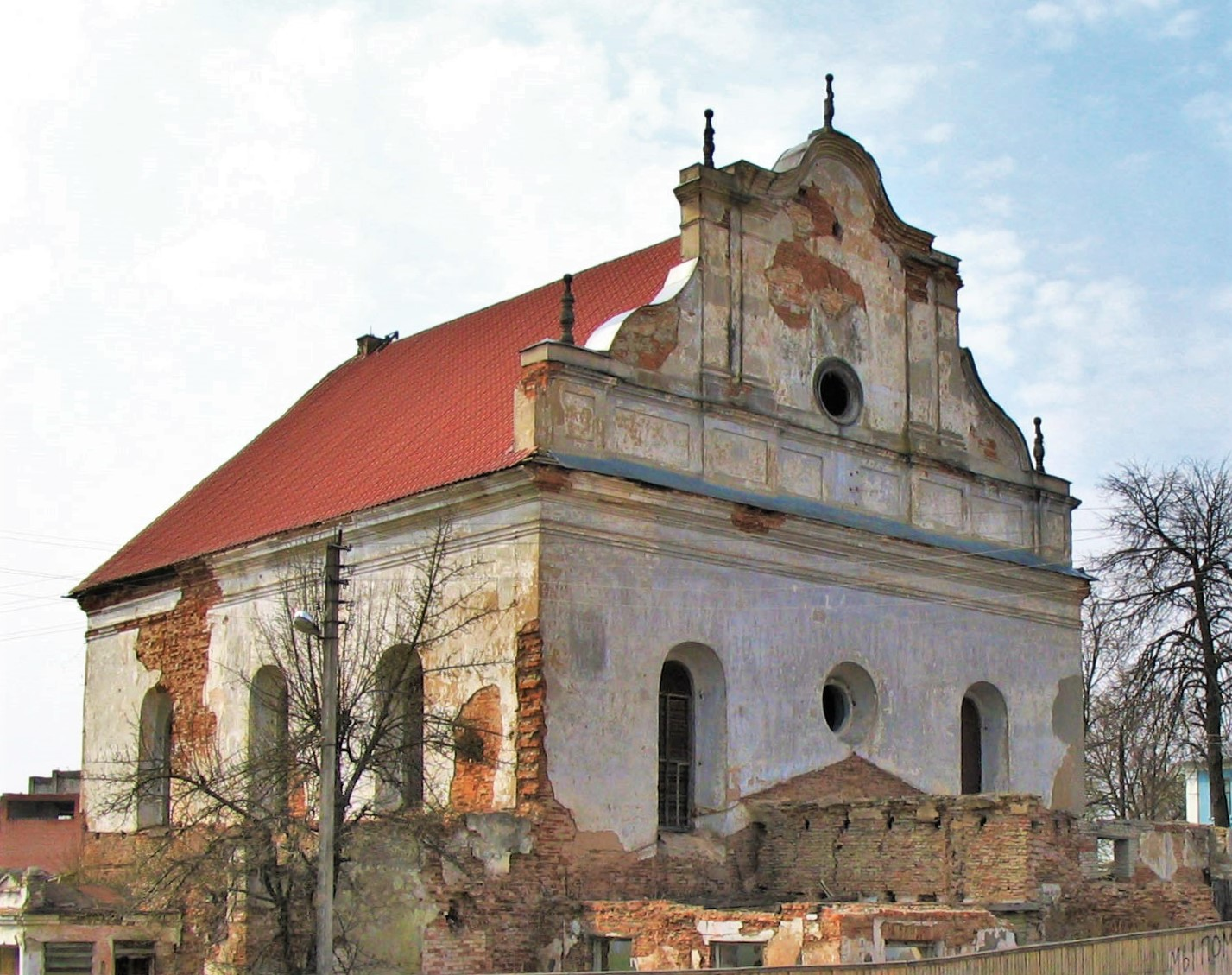
Ruines de la synagogue baroque de Slonim (XVIIIe siècle).

Si en 1979, on comptait une communauté juive de 135 400 personnes, ce nombre n'a fait que décroitre pour ne plus compter en 2019 que 13 705 personnes. Ceci s'explique en grande partie par l'Alya post-soviétique des années 1990.
La Biélorussie a été critiquée par l' Union des Conseils pour les Juifs de l'ex-Union soviétique (en) (UCSJ), de nombreux sénateurs américains et des groupes de défense des droits de l'homme pour avoir construit un stade de football à Grodno sur le site d'un cimetière juif historique. Un site Internet, www.stopthedigging.org (fermé depuis), a été créé pour s'opposer à la profanation du cimetière. L'administration Loukachenko a également été critiquée à ce sujet par des membres de l' Assemblée nationale et des organisations juives de Biélorussie.
Ainsi, en janvier 2004, Forum 18 rapportait que Yakov Gutman (président de l'Association mondiale des juifs biélorusses) accusait Alexandre Loukachenko de « responsabilité personnelle dans la destruction de lieux saints juifs en Biélorussie », accusant les autorités d'avoir permis la destruction d'une synagogue pour construire un logement complexe ou une autre afin de construire un parking à plusieurs étages et d'avoir détruit deux cimetières juifs. Selon le rapport, il a été arrêté par la police et emmené à l'hôpital après avoir apparemment subi une crise cardiaque.
En mars 2004, Gutman a annoncé qu'il quittait la Biélorussie pour les États-Unis en signe de protestation contre l'antisémitisme d'État.

« Je pars là-bas, car il est impossible de résoudre les problèmes juifs en étant assis à Minsk. Il est impossible de résoudre la question du changement de régime politique. Je ne suis pas d'accord avec ce régime, car il poursuit une politique antisémite officielle. Je veux vraiment m'excuser auprès du peuple biélorusse. J'ai fait tout ce que j'ai pu et je ferai de mon mieux pour que ce peuple ne vive pas pire que les autres,. »

Le seul institut juif d'enseignement supérieur en Biélorussie (l'Institut international des sciences humaines de l'Université d'État biélorusse) a été fermé en février 2004, ce que de nombreux Juifs locaux considèrent comme un acte délibéré d'antisémitisme visant à saper leurs droits à l'éducation et leur position dans la société. Cependant, ce n'est pas le seul établissement d'enseignement à faire face à la fermeture en Biélorussie; la dernière université indépendante du pays, l'Université européenne des humanités (une institution laïque, qui a reçu un financement de l'Union européenne), a également été fermée en juillet 2004. Les commentateurs ont laissé entendre que cela pourrait faire partie d'un mouvement plus large de Loukachenko pour écraser la dissidence interne.
Le représentant de l'UCSJ en Biélorussie, Yakov Basin, rédige en juillet 2005, un rapport selon lequel un assistant personnel du président (un ancien idéologue du Parti communiste, Eduard Skobelev) avait publié des livres antisémites et promu l'usage des armes à feu pour résoudre ce qu'il appelait le « problème juif ». En 1997, Skobelev a reçu le titre de "figure honorée de la culture" par Loukachenko et a été chargé de la revue Neman.
En 2021, Alexandre Loukachenko a affirmé que « les Juifs ont réussi à faire plier le monde entier devant eux », ce qui a été critiqué par le ministère des Affaires étrangères d'Israël. La même année, le journal gouvernemental biélorusse Belarus' Segodnya a accusé des groupes de Juifs biélorusses de tentatives de déstabilisation de la situation dans le pays avec l'aide de Juifs à l'étranger.

### Antitziganisme
Un ancien officier de police a rapporté que la Milice biélorusse (en) a des règles informelles pour les Roms qui incluent la vérification arbitraire des documents, l'examen téléphonique, les visites domiciliaires sans raison. 80 % des Roms en Biélorussie affirment avoir été confrontés à l'Antitziganisme de la part de la police, notamment la détention arbitraire, l'enregistrement d'empreintes digitales multiples ou la confiscation de véhicules.
Le 16 mai 2019, un policier de la route a été retrouvé mort près de Mahiliow. Immédiatement après cela, des raids massifs contre les Roms locaux ont été organisés. Jusqu'à 40 Roms ont été détenus. Les femmes ont été relâchées après la nuit au poste de police, mais les hommes y sont restés. L'une des femmes roms libérées a déclaré qu'on lui avait dit que « les hommes allaient rester en prison jusqu'à ce que nous [la police] trouvions les criminels ». Il a été établi par la suite que le policier de la route dont la mort a conduit à ces rafles s'est suicidé. Le ministre de l'Intérieur Igor Shunevich a refusé de présenter ses excuses à la communauté rom pour cet incident. La Fédération internationale pour les droits humains a appelé, en vain, à une enquête sur les rafles massives de Roms à Mahiliow.

## Discrimination des locuteurs du biélorusse
Les membres de la minorité biélorusse de Biélorussie se sont plaints de la discrimination de la langue biélorusse en Biélorussie, du manque d'enseignement de la langue biélorusse et d'informations des consommateurs en biélorusse, tout cela malgré le statut officiel de la langue biélorusse en tant que langue d'État en plus du russe,.
Dans son rapport de 2016 sur les droits de l'homme en Biélorussie, le département d'État des États-Unis a également déclaré qu'il y avait « une discrimination contre [...] ceux qui cherchaient à utiliser la langue biélorusse ». « Parce que le gouvernement considérait de nombreux partisans de la langue biélorusse comme des opposants politiques, les autorités ont continué à harceler et à intimider les groupes universitaires et culturels qui cherchaient à promouvoir le biélorusse et ont systématiquement rejeté les propositions visant à élargir l'utilisation de la langue. », indique également le rapport.
Ainsi, bien que la Biélorussie dispose de deux langues officielles, des procès se sont tenus en russe malgré les demandes des accusés d'utiliser la langue biélorusse,,.
Le 23 juillet 2021, les cours de langue biélorusse de Mova Nanova (en) ont été dissous de force et les autorités ont mené une perquisition au bureau de la Société de la langue biélorusse (en) Francišak Skaryna et, en août, le ministère de la Justice a demandé à la Cour suprême de Biélorussie de liquider la société.

## Prise d'otages par le gouvernement

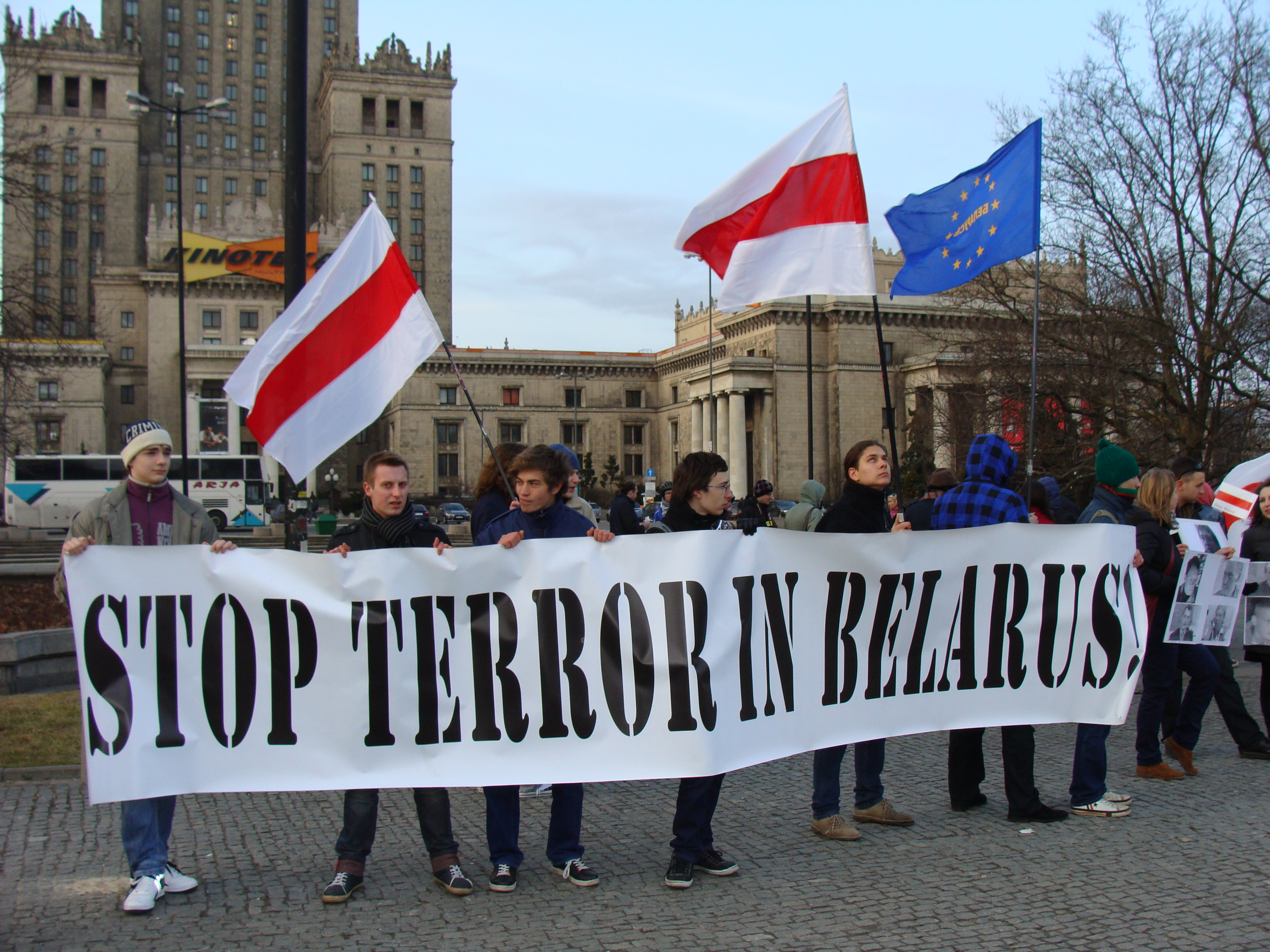
Une manifestation à Varsovie en 2010.

L'un des exemples les plus notables de la violation des droits de l'homme et des normes internationales par le gouvernement biélorusse a été l'enlèvement, la détention illégale et la torture de l'avocat américain Emanuel Zeltser et de son assistante, Vladlena Funk (en). Le 11 mars 2008, ils sont tous deux enlevés à Londres par des agents KGB biélorusses. Drogués et transportés en Biélorussie dans un jet privé appartenant à Boris Berezovsky, un oligarque russe et ami de Loukachenko qui était recherché par Interpol pour fraude, blanchiment d'argent, participation au crime organisé et crimes financiers internationaux. Après avoir atterri à Minsk, Emanuel Zeltser et Vladlena Funk sont arrêtés par la garde de Loukachenko, selon le département d'État des États-Unis. Ils sont alors transférés à Amerikanka (en), le centre de détention du KGB biélorusse de l'ère stalinienne, où ils sont torturés et se sont vu refuser des traitements. Leurs geôliers leur disent qu'ils resteraient emprisonnés indéfiniment à moins que les États-Unis ne lèvent les sanctions contre Loukachenko. Ils sont retenus en otage pendant, respectivement, 473 jours et 373 jours. Leur saisie, leur torture et leur détention ont suscité l'indignation internationale et une importante couverture médiatique (apparemment inattendue par les autorités biélorusses),.
Le département d'État des États-Unis et des membres du Congrès américain ont demandé à plusieurs reprises la libération des otages. Les dirigeants mondiaux, le Parlement européen et les organisations internationales de défense des droits de l'homme se sont joints à l'appel américain pour leur libération immédiate. Amnesty International a lancé des alertes d'urgence à propos de la « torture et autres mauvais traitements » subis par Emanuel Zeltser. Ihar Rynkevich (en), un expert juridique biélorusse et attaché de presse de la Comité biélorusse d'Helsinki, a déclaré dans une interview : « C'est encore une autre affaire honteuse pour le système judiciaire biélorusse dont plus d'une génération d'experts juridiques biélorusses auront à rougir ». Dans une lettre adressée à Loukachenko, l'Association du Barreau de New York condamne les abus du KGB dans cette affaire et exige leur libération immédiate. La lettre du barreau exprimait « une grande inquiétude au sujet des arrestations et de la détention de M. Zeltser et de Mme Funk et des informations faisant état de mauvais traitements physiques à l'encontre de M. Zeltser » et a déclaré que cela était incompatible avec les obligations de la Biélorussie en vertu des accords internationaux, notamment le Pacte international relatif aux droits civils et politiques (PIDCP) et la Convention contre la torture et autres peines ou traitements cruels, inhumains ou dégradants (CAT). La lettre notait également que les accusations portées par le KGB contre Zeltser et Funk "semblent n'avoir aucun fondement", manquent « d'explications ou de détails » et « que l'inquiétude est grande qu'il ne s'agisse que d'une accusation fabriquée, créée pour justifier leur détention illégale ».
Ni Funk ni Zeltser n'avaient été légalement "arrêtés", "qualifiés", "inculpés", "jugés" ou "condamnés" en vertu du droit biélorusse ou international. Ils ont été illégalement saisis et retenus en otage, en violation du droit international et du droit biélorusse. Pendant leur détention, Funk et Zeltser ont été soumis à la torture et à des traitements cruels, inhumains ou indignes, en violation de l'article 25 de la Constitution biélorusse. L'enlèvement, la détention et les mauvais traitements de Zeltser et Funk en captivité au KGB étaient une tentative de contraindre les États-Unis à lever les sanctions contre Loukachenko (et d'autres membres du gouvernement biélorusse) et contre la société pétrochimique biélorusse Belneftekhim (dont ils étaient propriétaires). Les actions de la Biélorussie constituent des violations flagrantes du droit des gens et des normes universellement acceptées du droit international des droits de l'homme, y compris la convention interdisant la prise d'otages (en) et le terrorisme parrainé par l'État (en).

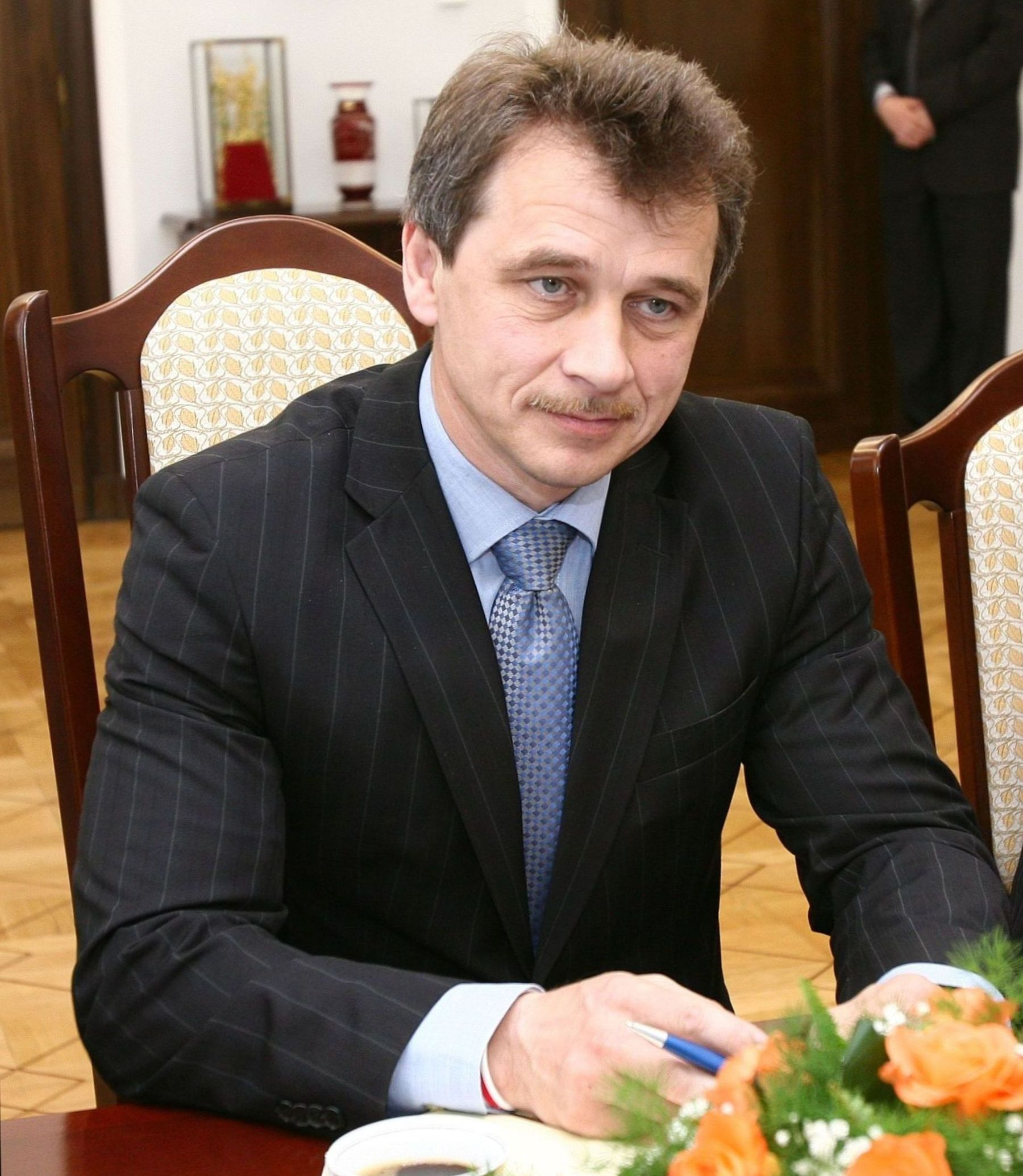
Anatol Liabiedzka : Il s'agit en substance d'une prise d'otages, une pratique très répandue au Belarus, élevée au niveau international, où M. Loukachenko ne se contente pas d'envoyer un message politique, mais exige une compensation financière pour la liberté humaine.

Cédant aux pressions et exigences de la communauté internationale, Alexandre Loukachenko a libéré Vladlena Funk le 20 mars 2009 et Emanuel Zeltser, plus de trois mois plus tard, le 30 juin 2009, à la suite d'une rencontre d'une délégation du Congrès américain qui s'est rendue en Biélorussie pour y rencontrer Loukachenko au sujet de la « crise des otages ». Le chargé d'affaires américain en Biélorussie, Jonathan Moore, a déclaré après leur libération : « À aucun moment, les autorités biélorusses n'ont fourni la moindre indication que les accusations portées contre M. Zeltser et Mme Funk étaient légitimes. En conséquence, je ne peux que conclure que les accusations dans ce cas sont totalement sans fondement et sont le résultat d'une motivation extra-légale. »
Bien que le département d'État des États-Unis ait répété à plusieurs reprises qu'il n'utilisait pas ses citoyens comme « monnaie d'échange », beaucoup de Biélorusses croient toujours que les États-Unis ont conclu un accord avec Loukachenko l'incitant à libérer les otages en échange de crédits du FMI à la Biélorussie. Apparaissant sur la chaîne de télévision russe NTV, Anatol Liabiedzka, président du Parti civil uni de Biélorussie, a déclaré « Washington a été contraint de payer une rançon pour son citoyen [sic] en fournissant à Loukachenko les crédits du FMI, purement et simplement ; Il s'agit en substance d'une prise d'otages, une pratique très répandue au Belarus, élevée au niveau international, où M. Loukachenko ne se contente pas d'envoyer un message politique, mais exige une compensation financière pour la liberté humaine. »

## Disparitions forcées

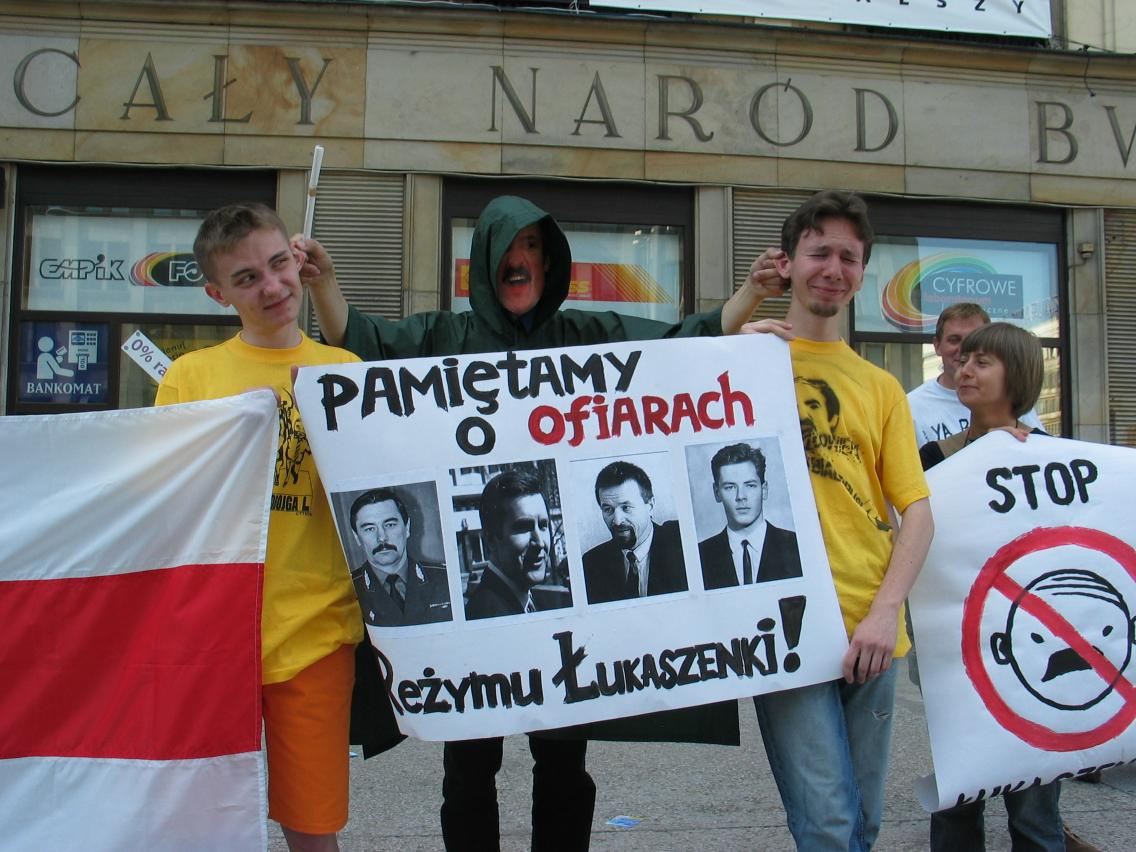
Manifestation en souvenir de Ioury Zakharanka, Viktar Hantchar, et Dzmitry Zavadski.

En 1999, les dirigeants de l'opposition Ioury Zakharanka et Viktar Hantchar ainsi que son associé Anatol Krassowski (be) ont disparu. Hantchar et Krassowski ont disparu le jour même d'une émission à la télévision d'État dans laquelle le président Alexandre Loukachenko ordonnait aux chefs de ses services de sécurité de sévir contre « la racaille de l'opposition ». Bien que le Comité de sécurité de l'État de la république de Biélorussie (KGB) les ait sous surveillance constante, l'enquête officielle a annoncé que l'affaire ne pouvait être résolue. L'enquête sur la disparition du journaliste Dzmitry Zavadski en 2000 n'a également donné aucun résultat. Andreï Klimov, un opposant au président Loukachenko a été arrêté le 3 avril 2007 et condamné le 1er août à deux ans de détention pour avoir publié sur Internet un article où il accusait le président d'avoir participé à l'assassinat de Viktar Hantchar.
En septembre 2004, l'Union européenne et les États-Unis ont émis des interdictions de voyager pour cinq responsables biélorusses soupçonnés d'être impliqués dans l'enlèvement de Ioury Zakharanka : le ministre des Affaires intérieures Vladimir Naoumov (en), le procureur général Viktar Scheimann, le ministre des Sports et du Tourisme Iouri Sivakov (ru) et le colonel Dmitry Pavlichenko (en) du ministère de l'Intérieur de Biélorussie (en).
En décembre 2019, la Deutsche Welle a publié un film documentaire dans lequel Yury Garavski, ancien membre d'une unité spéciale du  ministère biélorusse de l'intérieur (en), a confirmé que c'était son unité qui avait arrêté, emmené et assassiné Ioury Zakharanka et qu'ils ont fait de même, plus tard, avec Viktar Hantchar et Anatol Krassouski.

## Réactions internationales face aux violations des droits de l'homme en Biélorussie

### ONU

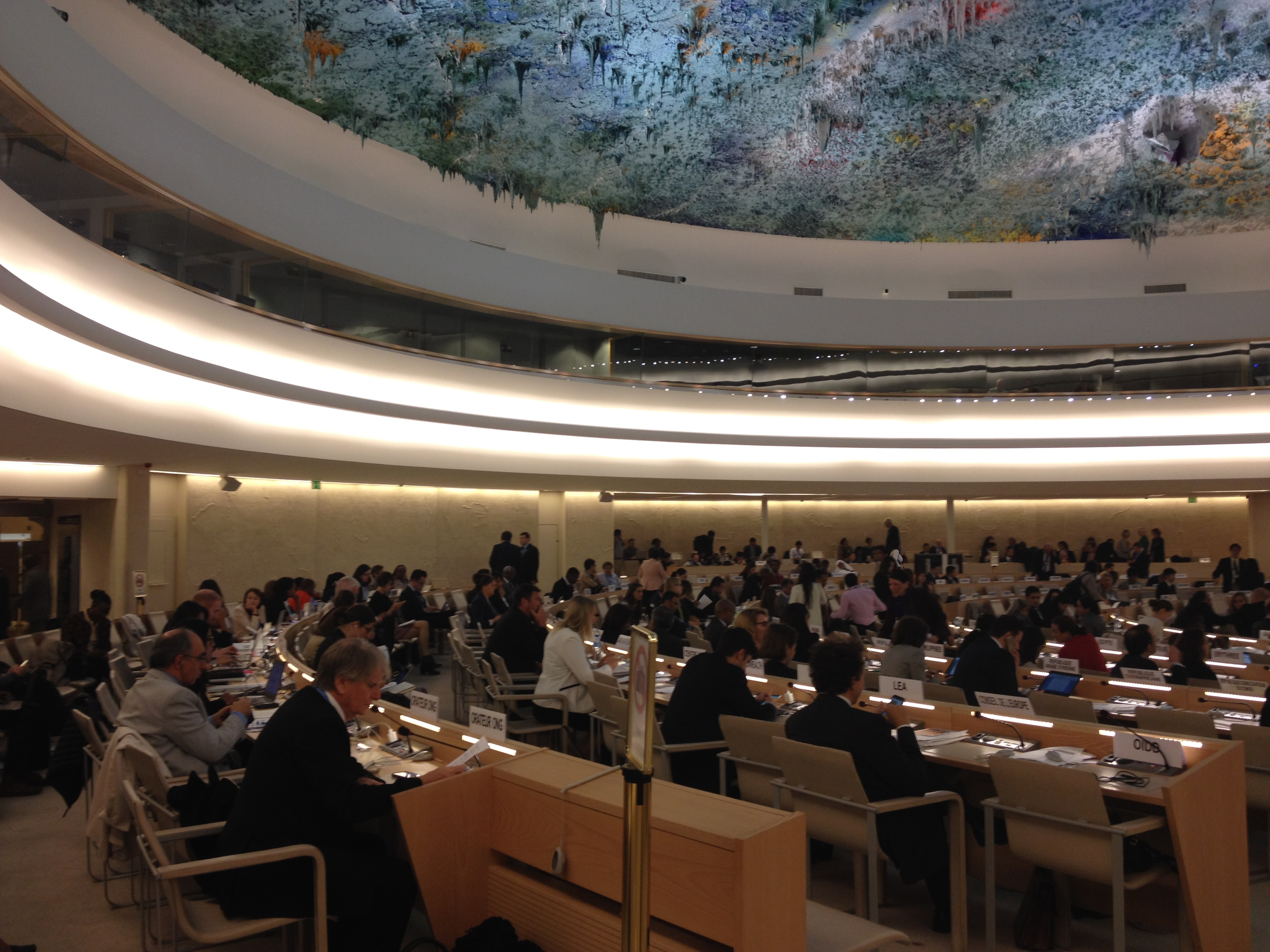
Le Conseil des droits de l'homme des Nations unies en 2015.

Le rapport de 2007 du Conseil des droits de l'homme des Nations unies indique que « le rapporteur spécial s'est heurté, pour la troisième année consécutive, à un refus absolu de coopérer de la part du gouvernement de la Biélorussie [...] tous les efforts déployés pour engager un dialogue constructif ont été infructueux [...] La situation des droits de l'homme en Biélorussie s'est constamment détériorée [...] Le Gouvernement de Biélorussie n'a tenu compte d'aucune des recommandations formulées par le rapporteur spécial »
Le rapporteur spécial des Nations unies a noté que « le système politique en Biélorussie semble incompatible avec le concept des droits de l'homme [et que] le Conseil des droits de l'homme devrait soit appeler à la démocratisation du régime politique et à un changement du comportement politique du gouvernement [de la Biélorussie] ou admettre que le bilan de la Biélorussie en matière de droits de l'homme ne peut être amélioré parce que les violations des droits de l'homme sont conformes à la nature politique du régime. » Le rapporteur spécial des Nations unies déclare en outre que « la Biélorussie ne respecte pas ses obligations dans le cadre des traités internationaux relatifs aux droits de l'homme auxquels il a adhéré » et réitère sa recommandation au Conseil de sécurité d'adopter des mesures appropriées pour assurer le respect par la Biélorussie de ses obligations légales, notamment :
- « de créer immédiatement un groupe d'experts juridiques pour enquêter sur la question de savoir si de hauts fonctionnaires du gouvernement Biélorusse sont responsables de la disparition et du meurtre de plusieurs hommes politiques et journalistes et de faire des propositions concrètes en vue de leur poursuite, afin de mettre fin à l'impunité dont jouit les personnes impliquées dans de tels crimes » ;
- « de financer [...] l'assistance aux défenseurs des droits de l'homme qui ont été politiquement harcelés, opprimés ou poursuivis » ;
- « d'enquêter sur l'implication apparente de hauts responsables gouvernementaux dans le crime organisé international et les ventes illégales d'armes, de surveiller les flux financiers internationaux de la Biélorussie et, si nécessaire, de geler les comptes bancaires étrangers des personnes impliquées dans le trafic illicite et de poursuivre les criminels. »

Le rapporteur spécial a souligné que « les relations commerciales actuelles avec la Biélorussie n'offrent pas une meilleure qualité de vie aux citoyens biélorusses, mais permettent au régime du président Loukachenko de rester au pouvoir en violant systématiquement les droits de l'homme et en menaçant la sécurité internationale [et a recommandé que] l'Union européenne et les États-Unis d'Amérique devraient maintenir les restrictions de voyage pour les fonctionnaires biélorusses [et que] tous les autres États membres devraient adopter des mesures similaires. »
Le rapporteur spécial des Nations unies a également indiqué que « les avis et les évaluations du rapporteur spécial sur la situation des droits de l'homme en Biélorussie ont été confirmés et pleinement partagés par les organisations européennes ou euro-atlantiques les plus importantes, à savoir l'OSCE, l'Assemblée parlementaire de l'OSCE, le Conseil de l'Europe, l'Assemblée parlementaire du Conseil de l'Europe. »
La résolution de l'Assemblée générale des Nations unies stipulait que : « la situation des droits de l'homme en Biélorussie en 2007 a continué de se détériorer de manière significative, comme le montrent les rapports du Bureau des institutions démocratiques et des droits de l'homme, de l'Organisation pour la sécurité et la coopération en Europe et le rapport du rapporteur spécial sur la situation des droits de l'homme en Biélorussie qui a constaté que des violations systématiques aux droits de l'homme continuent d'avoir lieu en Biélorussie. »
Il a exprimé sa profonde préoccupation :
« a) À propos de l'utilisation continue du système de justice pénale [en Biélorussie] pour réduire au silence l'opposition politique et les défenseurs des droits de l'homme, notamment par la détention arbitraire, l'absence de procédure régulière et des procès politiques à huis clos contre des personnalités de premier plan de l'opposition et des défenseurs des droits de l'homme ;
b) Du fait que le Gouvernement de la Biélorussie n'a pas pleinement coopéré avec tous les mécanismes du Conseil des droits de l'homme, en particulier avec les rapporteurs spéciaux sur la situation des droits de l'homme en Biélorussie, tout en notant la grave préoccupation suscitée par la poursuite des violations des droits de l'homme en Biélorussie. »
Le 17 septembre 2020, Amnesty International a exhorté le Conseil des droits de l'homme des Nations unies à prendre des mesures énergiques pour mener une enquête sur l'escalade de la crise des droits humains en Biélorussie.
Le 18 septembre 2020, le Haut-Commissariat des Nations unies aux droits de l'homme a adopté une résolution qui intensifie l'examen des violations des droits de l'homme commises en Biélorussie lors des manifestations pacifiques. Plus de 10 000 personnes ont été arrêtées lors de la manifestation, comme l'a confirmé le rapporteur spécial de l'ONU sur la Biélorussie.
Le 29 juin 2022, Anaïs Marin, la rapporteure spéciale des Nations unies sur la situation des droits de l'homme en Biélorussie, présente à Genève son rapport annuel. Elle constate que la situation « continue de se détériorer dangereusement ». Le rapport dénonce le « durcissement systématique de la législation qui restreint les droits civils et politiques », dont le dernier référendum en date adopté tandis que débutait l'invasion russe de l'Ukraine n'est qu'un volet supplémentaire. Le référendum, à nouveau « entaché de graves violations, ne peut être considéré comme libre et équitable ». Elle déclare : « Je suis gravement préoccupée par l'application arbitraire d'une législation qui est déjà restrictive ». Ainsi, la peine de mort voit son champ d'application s'étendre aux « tentatives » ou « planifications » d'actes terroristes, eux-mêmes définis de manière floue et donc propice à en faire usage de manière arbitraire en incluant dans sa définition des actes relevant de l'exercice légitime des droits de l'homme.
Le rapport dénonce la destruction effective des organisations non gouvernementales et culturelles et des médias. Le rapport dénonce également le harcèlement d'État dont sont victimes les défenseurs des droits de l'homme et les avocats. « Le rétrécissement de l'espace civique a connu une accélération sans précédent en raison d'une politique systématique et délibérée visant à éradiquer toute contestation réelle ou perçue du gouvernement en place ». Anaïs Marin invite la communauté internationale à ne pas perdre de vue, en raison des multiples crises dans le monde, le sort des Biélorusses. Elle enjoint fermement les autorités biélorusses à cesser immédiatement les « violations systématiques des Droits de l'homme » et souhaite que des enquêtes indépendantes soient menées en Biélorussie, que les auteurs aient à rendre des comptes et que les victimes de ces répressions puissent bénéficier de voies de recours.

### Union européenne
En mars 2006, le Conseil européen a imposé des sanctions à Alexandre Loukachenko et à d'autres membres du gouvernement biélorusse, après avoir « déploré le manquement des autorités biélorusses à respecter les engagements de l'OSCE en matière d'élections démocratiques [...] et condamné l'action des autorités biélorusses [...] en arrêtant des manifestants pacifiques exerçant leur droit légitime de libre réunion pour protester contre le déroulement des élections présidentielles. »
Le 10 avril 2006, le Conseil a adopté des mesures restrictives à l'encontre de Loukachenko, des dirigeants biélorusses et des responsables des violations des normes électorales internationales et du droit international des droits de l'homme pour la répression de la société civile et de l'opposition démocratique, proposant une interdiction de visa et éventuellement d'autres mesures. La position commune prévoyait que les ressources économiques de Loukachenko et des principaux responsables biélorusses identifiés à cette fin devaient être gelées.
Dans sa déclaration du 8 novembre 2006, le Conseil a déclaré que l'Union européenne est « profondément préoccupée » par l'emprisonnement de dirigeants politiques, ce qui montre « la réticence répétée des autorités biélorusses à respecter les normes internationales en matière de droits de l'homme, en particulier le droit à un procès équitable ». L'Union européenne exprime également sa préoccupation concernant le refus d'accès d'observateurs au procès, et dans ses conclusions de 2009, il a déclaré : « le Conseil regrette profondément l'absence récente de progrès significatifs pour répondre à ses préoccupations dans le domaine des droits et libertés fondamentales, y compris en ce qui concerne la répression des actions politiques pacifiques. »

En ce qui concerne le Référendum constitutionnel biélorusse de 2022 : 

### Royaume-Uni
Le communiqué de juin 2008 du ministère britannique des Affaires étrangères et du Commonwealth sur les droits de l'homme en Biélorussie a déclaré :
« Le bilan de la Biélorussie en matière de droits humains depuis l'arrivée au pouvoir du président Loukachenko en 1994 est médiocre. Un rapport de septembre 2006 du Rapporteur spécial des Nations unies [...] sur les droits de l'homme, était très critique de la situation. C'est l'un des nombreux rapports qui citent de nombreuses violations des droits de l'homme [...] La situation continue de se détériorer, tandis que les autorités biélorusses continuent d'ignorer les préoccupations soulevées par l'UE et d'autres [...] Les arrestations et les détentions à motivation politique se poursuivent [...] Le Royaume-Uni et L'UE continue de soulever des questions relatives aux droits de l'homme auprès du gouvernement biélorusse par le biais de déclarations régulières de l'UE, de démarches des chefs de mission de l'UE à Minsk et par l'intermédiaire d'organisations internationales telles que l'ONU et l'OSCE »

### États-Unis
Selon le département d'État des États-Unis, à partir de 2016, les principaux problèmes de droits de l'homme en Biélorussie étaient toujours les suivants : « les citoyens n'ont pas été en mesure de choisir leur gouvernement par le biais d'élections ; dans un système dépourvu de freins et contrepoids, les autorités ont commis des abus ; et les droits politiques des anciens prisonniers politiques sont restés largement restreints tandis que le gouvernement n'a pas tenu compte des cas de longue date de disparitions à motivation politique. »
En outre, le département d'État américain a souligné les abus des forces de sécurité, les mauvaises conditions de détention, les arrestations à motivation politique, l'ingérence politique dans le travail de la justice, les restrictions des libertés civiles et bien d'autres problèmes.
Les États-Unis poursuivent une politique « d'engagement sélectif » avec le gouvernement Biélorusse, limitant l'accès du gouvernement biélorusse aux fonctionnaires du gouvernement américain au niveau de sous-secrétaire et au-dessous et restreignant l'aide américaine au gouvernement de la Biélorussie.
Le 19 juin 2006, le président George W. Bush déclare l'état d'urgence nationale en lien avec les actions de membres du gouvernement biélorusse — dont Alexandre Loukachenko —, ordonnant des sanctions contre ce dernier, d'autres membres du gouvernement biélorusse et l'entreprise Belneftekhim (en) pour « atteinte à la démocratie ».

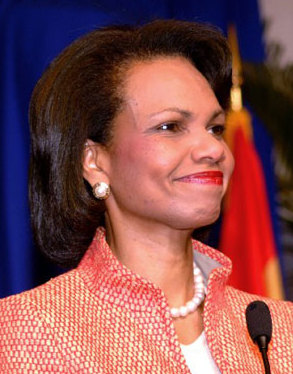
Condoleezza Rice à propos de la Biélorussie en 2006 : La dernière véritable dictature restante au cœur de l'Europe.

Le département d'État américain a critiqué à plusieurs reprises le régime de Loukachenko, le décrivant comme « une dictature brutale et autoritaire qui ignore de manière flagrante les droits de l'homme et les libertés fondamentales »". Les évaluations des Nations unies, des États-Unis et des organisations européennes et euro-atlantiques démontrent le mépris de la Biélorussie pour les droits de l'homme, la soumission des tribunaux biélorusses à l'administration de Loukachenko et aux membres du cercle restreint de Loukachenko, et l'utilisation du système judiciaire biélorusse comme outil pour atteindre des objectifs politiques inappropriés et servir les intérêts du régime. Le Conseil des droits de l'homme des Nations unies a noté que le système politique biélorusse est « incompatible avec le concept des droits de l'homme ». La Biélorussie a été qualifiée de « dernière véritable dictature restante au cœur de l'Europe » par la secrétaire d'État américaine Condoleezza Rice.

La Biélorussie fait l'objet de sanctions américaines pour « atteinte au processus démocratique et constitution d'une menace inhabituelle et extraordinaire pour la sécurité nationale et la politique étrangère des États-Unis. » Il fait également l'objet de sanctions imposées par l'Union européenne pour violation des droits de l'homme. La Biélorussie a été épinglée comme étant coutumière de violations aux lois internationale relatives aux droits de l'homme et des normes communément admises en matière de comportement d'état par l'ONU, les États-Unis, l'Organisation pour la sécurité et la coopération en Europe (OSCE), l'Assemblée parlementaire de l'OSCE, le Conseil de l'Europe, l'Assemblée parlementaire du Conseil de l'Europe, le Conseil européen, le Parlement européen, la Commission européenne et l'Assemblée parlementaire de l'OTAN. Comme l'a déclaré le rapporteur spécial des Nations unies sur la Biélorussie, 

« il est impossible de croire que tous ces gens ont tort ou sont partiaux. »

La note d'information du département d'État américain de 2008 précise :
« Après le référendum constitutionnel internationalement non reconnu de novembre 1996, qui a entraîné la dissolution du parlement légitime de Biélorussie et la centralisation du pouvoir au sein de l'exécutif, Loukachenko a provoqué une crise diplomatique en [...] confisquant les résidences diplomatiques [des] États-Unis, les résidences allemandes, britanniques, françaises, italiennes et du FMI [...] De plus, Loukachenko a utilisé son pouvoir nouvellement centralisé pour réprimer les droits de l'homme dans tout le pays. Depuis son élection en juillet 1994 [...] Loukachenko a consolidé pouvoir de façon constante dans la branche exécutive par des moyens autoritaires et a dominé toutes les branches du gouvernement. Il a également utilisé le référendum non démocratique de novembre 1996 pour modifier la constitution de 1994 afin d'élargir ses pouvoirs et de prolonger illégalement son mandat. En 2004, il a organisé un référendum également frauduleux qui a supprimé les limites de mandat à la présidence. En 2006, Loukachenko a gagné un autre mandat lors d'une élection antidémocratique. En janvier 2007, il a encore consolidé son pouvoir par des élections locales qui n'ont pas respecté les normes internationales. »
Le rapport de 2008 de ce même département d'État sur la Biélorussie a mis en exergue des violations graves et habituelles des droits de l'homme par le gouvernement biélorusse et un mépris des libertés d'expression, de presse, de religion et d'association. Il souligne les incohérences entre la loi biélorusse et les décisions de justice. Le rapport du département d'État de 2008 a démontré la soumission des tribunaux biélorusses à l'administration Loukachenko et aux intérêts privés de son entourage, à tel point que les « tribunaux » en Biélorussie n'existent que de nom.
Les points saillants sont :
« Selon sa constitution, la Biélorussie est une république. Dans la pratique, cependant, le pouvoir est concentré à la présidence. Depuis son élection en 1994, Alexandre Loukachenko a consolidé son pouvoir sur toutes les institutions et sapé l'État de droit par des moyens autoritaires, des élections manipulées et des décrets arbitraires. Les élections présidentielles qui ont suivi n'ont été ni libres ni régulières, et les élections parlementaires du 28 septembre [2008] n'ont pas respecté les normes internationales. [Les membres des] forces de sécurité [...] ont continué de commettre de nombreuses atteintes aux droits humains. Le bilan du gouvernement en matière de droits humains est resté très médiocre, les autorités gouvernementales continuant de commettre de fréquentes violations graves. [...] Le gouvernement n'a pas tenu compte des disparitions [d'êtres humains] passées pour des raisons politiques. Les conditions carcérales sont restées extrêmement mauvaises.

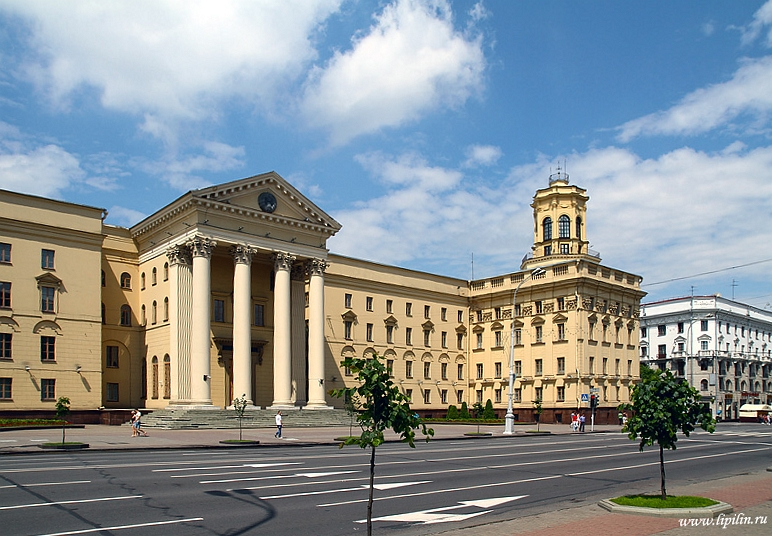
Le siège du KGB à Minsk (2014).

Le gouvernement a encore restreint les libertés civiles, y compris les libertés de presse, d'expression, de réunion, d'association et de religion [...] La corruption a continué d'être un problème [...] Les chefs religieux ont été condamnés à des amendes, emprisonnés ou expulsés pour avoir rendu des services. »
Dans la section intitulée : « Torture et autres peines ou traitements cruels, inhumains ou dégradants », le rapport du département d'État américain de 2008 sur la Biélorussie a noté que si la loi biélorusse interdit de telles pratiques ; Le KGB biélorusse et d'autres forces spéciales ne respectent pas la loi en toute impunité, les détenus et les manifestants sont battus. Le département d'État fait référence au rapport du 2 septembre 2008 de la Fédération internationale pour les droits humains (FIDH) sur les conditions de détention en Biélorussie qui relève des « preuves substantielles » de l'utilisation de la torture et des mauvais traitements infligés à des suspects lors d'enquêtes pénales et administratives.
La section du rapport intitulée Ingérence arbitraire dans la vie privée, la famille, le domicile ou la correspondance notait que « la loi [biélorusse] interdit de telles actions ; cependant, le gouvernement n'a pas respecté ces interdictions dans la pratique ». Alors que « la loi exige un mandat pour les perquisitions », le KGB « a mené des perquisitions non autorisées [...] sans mandat [avec] de nombreux cas dans lesquels les autorités ont fouillé des résidences et des bureaux pour des raisons clairement politiques ». Il note que « le manque d'indépendance du bureau du procureur a rendu les garanties d'une procédure régulière dépourvues de sens. »
Le 12 juin 2009, l'administration Obama a maintenu les sanctions contre la Biélorussie, conformément à l'« Avis sur la poursuite de l'urgence nationale concernant les actions et les politiques de certains membres du gouvernement de la Biélorussie et d'autres personnes qui compromettent les processus ou les institutions démocratiques de la Biélorussie. »

## Classements et rapports par les organisations de défense des droits de l'homme
- Rapport mondial 2017 de Human Rights Watch :

« La rhétorique biélorusse favorable aux droits humains n'a pas été soutenue par de véritables améliorations en matière de droits humains en 2016. La peine de mort reste en vigueur. Les autorités continuent de poursuivre les militants des droits humains et les journalistes critiques sous de fausses accusations. Des amendements législatifs restreignent davantage la liberté d'expression en élargissant la définition de l'« extrémisme » et en interdisant la diffusion de certains types d'informations parmi les enfants sous prétexte de les protéger. »

- Rapport 2016/2017 d'Amnesty International :

« De sévères restrictions aux droits à la liberté d'expression, d'association et de réunion pacifique sont restées en place. Le gouvernement a continué de refuser de coopérer avec le rapporteur spécial des Nations unies sur les droits de l'homme en Biélorussie. Au moins quatre personnes ont été exécutées et quatre personnes ont été condamnées à mort. »

|      | Liberté dans le monde par région, | Indice de liberté économique     | Indice de liberté de la presse | Indice de démocratie | Freedom of the Press (report) (en) | Données polity | World Index of Moral Freedom |
| ---- | --------------------------------- | -------------------------------- | ------------------------------ | -------------------- | ---------------------------------- | -------------- | ---------------------------- |
| 2021 | Non libre score: 11/100           |                                  | Rang : 158 Score 50,82         | Régime autoritaire   |                                    |                |                              |
| 2020 | Non libre score: 19/100           |                                  | Rang : 153 Score 49,75         | Régime autoritaire   |                                    |                |                              |
| 2019 | Non libre score: 19/100           |                                  | Rang : 153                     | Régime autoritaire   |                                    |                |                              |
| 2018 | Non libre score: 21/100           | Réprimée score : 58,1 Rang : 108 | Rang : 155 Score 52,59         | Régime autoritaire   |                                    | Autocratie     | Liberté morale insuffisante  |
| 2017 | Non libre score: 20/100           | Réprimée                         | Rang : 153 Score 52,43         | Régime autoritaire   | 83 non libre                       | Autocratie     | Liberté morale insuffisante  |
| 2016 | Non libre score: 17/100           | Largement non libre              | Rang : 157 Score 54,32         | Régime autoritaire   | 91 non libre                       |                |                              |
| 2015 | Non libre                         | Réprimée                         | Rang : 157 Score 47,98         | Régime autoritaire   | 93 non libre                       |                |                              |
| 2014 | Non libre                         | Réprimée                         | Rang : 157 Score 47,81         | Régime autoritaire   | 93 non libre                       |                |                              |
| 2013 | Non libre                         | Réprimée                         | Rang : 157 Score 48,35         | Régime autoritaire   | non libre                          |                |                              |
| 2012 | Non libre                         |                                  | Rang : 168                     | Régime autoritaire   | non libre                          |                |                              |
| 2011 | Non libre                         |                                  | Rang : 154 Score 57,00         | Régime autoritaire   | non libre                          |                |                              |
| 2010 | Non libre                         |                                  | Rang : 151 Score 59,50,00      |                      | non libre                          |                |                              |
| 2009 | Non libre                         |                                  | Rang : 154 Score 58,33         | Régime autoritaire   | non libre                          |                |                              |
| 2008 | Non libre                         |                                  | Rang : 151 Score 63,63         |                      | non libre                          |                |                              |
| 2007 | Non libre                         |                                  | Rang : 151 Score 57,00         | Régime autoritaire   | non libre                          |                |                              |
| 2006 | Non libre                         |                                  | Rang : 152 Score 61,33         |                      | non libre                          |                |                              |
| 2005 | Non libre                         |                                  | Rang : 144 Score 54,10         |                      | non libre                          |                |                              |
| 2004 | Non libre                         |                                  | Rang : 151 Score 52,00         |                      | non libre                          |                |                              |
| 2003 | Non libre                         |                                  | Rang : 124 Score 52,17         |                      | non libre                          |                |                              |

### Classement et rapport de Freedom House
- Rapport 2016 sur la liberté dans le monde de Freedom House[Passage à actualiser] :

« Le président Alexandre Loukachenko a obtenu un cinquième mandat lors de l'élection présidentielle d'octobre 2015, qui n'a pas respecté les normes internationales, selon des observateurs de l'Organisation pour la sécurité et la coopération en Europe (OSCE). [...] Le gouvernement a été récompensé pour les mesures qu'il avait prises pour améliorer sa situation toujours répressive en matière de droits de l'homme lorsque l'Union européenne et les États-Unis ont accordé au pays un allégement temporaire des sanctions. »

Le tableau suivant montre les notes de la Biélorussie depuis son indépendance en 1991 dans les rapports Freedom in the World, publiés chaque année par Freedom House. La note de 1 signifie "Totalement libre" ; celle de 7, "Non libre".
| \| Années \| Droits politiques \| Libertés civiles \| Status \| Président (en) \| \| 2021 \| 7 \| 7 \| Non libre \| Alexandre Loukachenko \| \| 2020 \| 7 \| 6 \| Non libre \| Alexandre Loukachenko \| \| 2019 \| 7 \| 6 \| Non libre \| Alexandre Loukachenko \| \| 2018 \| 7 \| 6 \| Non libre \| Alexandre Loukachenko \| \| 2017 \| 6 \| 6 \| Non libre \| Alexandre Loukachenko \| \| 2016 \| 7 \| 6 \| Non libre \| Alexandre Loukachenko \| \| 2015 \| 7 \| 6 \| Non libre \| Alexandre Loukachenko \| \| 2014 \| 7 \| 6 \| Non libre \| Alexandre Loukachenko \| \| 2013 \| 7 \| 6 \| Non libre \| Alexandre Loukachenko \| \| 2012 \| 7 \| 6 \| Non libre \| Alexandre Loukachenko \| \| 2011 \| 7 \| 6 \| Non libre \| Alexandre Loukachenko \| \| 2010 \| 7 \| 6 \| Non libre \| Alexandre Loukachenko \| \| 2009 \| 7 \| 6 \| Non libre \| Alexandre Loukachenko \| \| 2008 \| 7 \| 6 \| Non libre \| Alexandre Loukachenko \| \| 2007 \| 7 \| 6 \| Non libre \| Alexandre Loukachenko \| \| 2006 \| 7 \| 6 \| Non libre \| Alexandre Loukachenko \| \| 2005 \| 7 \| 6 \| Non libre \| Alexandre Loukachenko \| \| 2004 \| 7 \| 6 \| Non libre \| Alexandre Loukachenko \| \| 2003 \| 6 \| 6 \| Non libre \| Alexandre Loukachenko \| \| 2002 \| 6 \| 6 \| Non libre \| Alexandre Loukachenko \| \| 2001 \| 6 \| 6 \| Non libre \| Alexandre Loukachenko \| \| 2000 \| 6 \| 6 \| Non libre \| Alexandre Loukachenko \| \| 1999 \| 6 \| 6 \| Non libre \| Alexandre Loukachenko \| \| 1998 \| 6 \| 6 \| Non libre \| Alexandre Loukachenko \| \| 1997 \| 6 \| 6 \| Non libre \| Alexandre Loukachenko \| \| 1996 \| 6 \| 6 \| Non libre \| Alexandre Loukachenko \| \| 1995 \| 5 \| 5 \| Partiellement libre \| Alexandre Loukachenko \| \| 1994 \| 4 \| 4 \| Partiellement libre \| Stanislaw Chouchkievitch \| \| 1993 \| 5 \| 4 \| Partiellement libre \| Stanislaw Chouchkievitch \| \| 1992 \| 4 \| 3 \| Partiellement libre \| Stanislaw Chouchkievitch \| \| 1991 \| 4 \| 4 \| Partiellement libre \| Stanislaw Chouchkievitch \| |                   |                  |                     |                          |
| Années | Droits politiques | Libertés civiles | Status              | Président (en)           |
| 2021 | 7                 | 7                | Non libre           | Alexandre Loukachenko    |
| 2020 | 7                 | 6                | Non libre           | Alexandre Loukachenko    |
| 2019 | 7                 | 6                | Non libre           | Alexandre Loukachenko    |
| 2018 | 7                 | 6                | Non libre           | Alexandre Loukachenko    |
| 2017 | 6                 | 6                | Non libre           | Alexandre Loukachenko    |
| 2016 | 7                 | 6                | Non libre           | Alexandre Loukachenko    |
| 2015 | 7                 | 6                | Non libre           | Alexandre Loukachenko    |
| 2014 | 7                 | 6                | Non libre           | Alexandre Loukachenko    |
| 2013 | 7                 | 6                | Non libre           | Alexandre Loukachenko    |
| 2012 | 7                 | 6                | Non libre           | Alexandre Loukachenko    |
| 2011 | 7                 | 6                | Non libre           | Alexandre Loukachenko    |
| 2010 | 7                 | 6                | Non libre           | Alexandre Loukachenko    |
| 2009 | 7                 | 6                | Non libre           | Alexandre Loukachenko    |
| 2008 | 7                 | 6                | Non libre           | Alexandre Loukachenko    |
| 2007 | 7                 | 6                | Non libre           | Alexandre Loukachenko    |
| 2006 | 7                 | 6                | Non libre           | Alexandre Loukachenko    |
| 2005 | 7                 | 6                | Non libre           | Alexandre Loukachenko    |
| 2004 | 7                 | 6                | Non libre           | Alexandre Loukachenko    |
| 2003 | 6                 | 6                | Non libre           | Alexandre Loukachenko    |
| 2002 | 6                 | 6                | Non libre           | Alexandre Loukachenko    |
| 2001 | 6                 | 6                | Non libre           | Alexandre Loukachenko    |
| 2000 | 6                 | 6                | Non libre           | Alexandre Loukachenko    |
| 1999 | 6                 | 6                | Non libre           | Alexandre Loukachenko    |
| 1998 | 6                 | 6                | Non libre           | Alexandre Loukachenko    |
| 1997 | 6                 | 6                | Non libre           | Alexandre Loukachenko    |
| 1996 | 6                 | 6                | Non libre           | Alexandre Loukachenko    |
| 1995 | 5                 | 5                | Partiellement libre | Alexandre Loukachenko    |
| 1994 | 4                 | 4                | Partiellement libre | Stanislaw Chouchkievitch |
| 1993 | 5                 | 4                | Partiellement libre | Stanislaw Chouchkievitch |
| 1992 | 4                 | 3                | Partiellement libre | Stanislaw Chouchkievitch |
| 1991 | 4                 | 4                | Partiellement libre | Stanislaw Chouchkievitch |

## Traités internationaux relatifs aux droits de l'homme
| Principaux documents de l'Organisation des Nations unies | Date de promulgation  | Statut d'adhésion acceptation, ratification, adhésion, succession |
| --- | --------------------- | ----------------------------------------------------------------- |
| Statut de Rome de la Cour pénale internationale | 2 juillet 2002        | non signé                                                         |
| Convention pour la prévention et la répression du crime de génocide | 9 décembre 1948       | 11 août 1954                                                      |
| Convention internationale sur l'élimination de toutes les formes de discrimination raciale                                                                                        | 7 mars 1966           | 8 avril 1969                                                      |
| Amendement à l'article 8 de la Convention internationale sur l'élimination de toutes les formes de discrimination raciale                                                         | 15 janvier 1992       | non signé                                                         |
| Pacte international relatif aux droits économiques, sociaux et culturels | 16 décembre 1966      | 12 novembre 1973                                                  |
| Protocole facultatif relatif aux droits économiques, sociaux et culturels | 10 décembre 2008      | non signé                                                         |
| Pacte international relatif aux droits civils et politiques | 16 décembre 1966      | 12 novembre 1973                                                  |
| Premier Protocole facultatif se rapportant au Pacte international relatif aux droits civils et politiques                                                                         | 16 décembre 1966      | 30 septembre 1992                                                 |
| Convention sur l'imprescriptibilité des crimes de guerre et des crimes contre l'humanité                                                                                          | 26 novembre 1968      | 8 mai 1969                                                        |
| Convention internationale sur l'élimination et la répression du crime d'apartheid                                                                                                 | 30 novembre 1973      | 2 décembre 1975                                                   |
| Convention sur l'élimination de toutes les formes de discrimination à l'égard des femmes                                                                                          | 18 décembre 1979      | 4 février 1981                                                    |
| Protocole facultatif à la Convention sur l'élimination de toutes les formes de discrimination à l'égard des femmes                                                                | 6 octobre 1999        | 3 février 2004                                                    |
| Convention contre la torture et autres peines ou traitements cruels, inhumains ou dégradants                                                                                      | 10 décembre 1984      | 13 mars 1987                                                      |
| Amendements au paragraphe 7 de l'article 17 et au paragraphe 5) de l'article 18 de la Convention contre la torture et autres peines ou traitement cruels, inhumains ou dégradants | 8 septembre 1992      | non signé                                                         |
| Protocole facultatif se rapportant à la Convention contre la torture et autres peines ou traitements cruels, inhumains ou dégradants                                              | 18 décembre 2002      | non signé                                                         |
| Convention internationale contre l'apartheid dans les sports | 10 décembre 1985      | 1er juillet 1987                                                  |
| Convention relative aux droits de l'enfant | 20 novembre 1989      | 1er octobre 1990                                                  |
| Amendement au paragraphe 2 de l'article 43 de la Convention relative aux droits de l'enfant                                                                                       | 12 décembre 1995      | 23 septembre 2003                                                 |
| Protocole facultatif à la Convention relative aux droits de l’enfant, concernant l’implication d’enfants dans les conflits armés                                                  | 25 mai 2000           | 25 janvier 2006                                                   |
| Protocole facultatif à la Convention relative aux droits de l’enfant, concernant l’implication d’enfants dans les conflits armés                                                  | 25 mai 2000           | 25 janvier 2006                                                   |
| Protocole facultatif à la Convention relative aux droits de l'enfant, concernant la vente d'enfants, la prostitution des enfants et la pornographie mettant en scène des enfants  | 25 mai 2000           | 23 janvier 2002                                                   |
| Protocole facultatif à la Convention relative aux droits de l’enfant établissant une procédure de présentation de communications                                                  | 19 décembre 2011      | non signé                                                         |
| Deuxième Protocole facultatif se rapportant au Pacte international relatif aux droits civils et politiques visant à abolir la peine de mort                                       | 15 décembre 1989      | non signé                                                         |
| Convention internationale sur la protection des droits de tous les travailleurs migrants et des membres de leur famille                                                           | 18 décembre 1990      | non signé                                                         |
| Convention relative aux droits des personnes handicapées | 13 décembre 2006      | 29 novembre 2016                                                  |
| Protocole facultatif se rapportant à la Convention relative aux droits des personnes handicapées                                                                                  | 13 décembre 2006      | non signé                                                         |
| Convention internationale pour la protection de toutes les personnes contre les disparitions forcées                                                                              | 20 décembre 2006      | non signé                                                         |
| Documents clefs de la Communauté des États indépendants (CEI). | Année de promulgation | Statut d'adhésion                                                 |
| Convention de la CEI sur les droits de l'homme et les libertés fondamentales (ru)                                                                                                 | 1995                  | ratifiée en 1998                                                  |
| Convention sur les normes pour les élections démocratiques, les droits et libertés électoraux (ru)                                                                                | 2002                  | non signée (peut-être ratifiée en 2008)                           |
| Convention visant à garantir les droits des personnes appartenant à des minorités nationales (ru)                                                                                 | 1994                  | ratifiée en 1997                                                  |